# Revolta dos 18 do Forte de Copacabana
A Revolta dos 18 do Forte ou Revolta do Forte de Copacabana foi um movimento de integrantes do Exército Brasileiro contra o presidente do Brasil, Epitácio Pessoa, e o vencedor da eleição presidencial, Artur Bernardes, em 5 de julho de 1922. Os militares revoltosos, partidários da facção derrotada denominada Reação Republicana, agiam sob a figura do marechal Hermes da Fonseca e tentaram uma insurreição ampla no Rio de Janeiro, mas só conseguiram o controle do Forte de Copacabana e da Escola Militar do Realengo, além de um foco em Niterói e da 1.ª Circunscrição Militar, em Mato Grosso. Eles foram derrotados, mas o evento marcou o início do tenentismo e o fim da Primeira República Brasileira.
Em 1921, Nilo Peçanha lançou-se como candidato da oposição, alinhando as oligarquias dos estados de segunda importância contra a dominação da política nacional por São Paulo e Minas Gerais. Ele conquistou o apoio de militares dissidentes reunidos ao redor de Hermes da Fonseca, presidente do Clube Militar. Em outubro, cartas falsas atribuídas a Artur Bernardes com ofensas aos militares agitaram o pleito e fizeram com que estes participassem ativamente da campanha. O sistema eleitoral manipulado garantiu a vitória situacionista em março de 1922. A oposição contestou os resultados e ao longo dos meses fez surgir uma conspiração militar pelo país, objetivando destituir Epitácio Pessoa e impedir a posse de Artur Bernardes. Ela atraiu grande entusiasmo de tenentes, mas poucos oficiais mais graduados. Não tinham um projeto para a sociedade, sendo a princípio um movimento de desagravo, mas ainda assim refletiam a insatisfação com o regime. No início de julho, a revolta encontrou seu estopim no fechamento do Clube Militar e breve prisão de Hermes da Fonseca, por sua contestação pública à interferência do governo, usando o Exército, na eleição em Pernambuco.
A conspiração foi mal organizada e na noite de 4 de julho os legalistas conseguiram cercar o Forte de Copacabana e prender os oficiais que sublevariam os grandes efetivos da Vila Militar. No dia seguinte, Hermes da Fonseca foi preso e a Escola Militar travou algumas horas de combate contra a Vila, antes de desistir. Em Niterói a revolta pouco passou da captura da Companhia Telefônica. Em Mato Grosso os revoltosos defrontaram os legalistas na divisa com São Paulo até 13 de julho, quando baixaram as armas sem iniciar o combate. Somente o Forte de Copacabana permaneceu em revolta, atirando contra alvos militares e travando um “duelo de artilharia” com as outras fortificações da baía de Guanabara, o que matou vários civis. Na manhã de 6 de abril, a maior parte da guarnição deixou o Forte, restando apenas 28. Ele sustentou mais bombardeios da Armada, Aviação Naval e tropas circundantes, não aceitando a rendição. O comandante saiu para negociar e foi preso, deixando o Forte a Antônio de Siqueira Campos e outros três tenentes. À tarde eles saíram para a Avenida Atlântica com os soldados restantes para enfrentar os legalistas, sendo derrotados na praia por forças muito superiores. Dos tenentes, somente Siqueira Campos e Eduardo Gomes sobreviveram no hospital.
As revoltas de julho de 1922 fracassaram, mas Artur Bernardes enfrentaria um novo fenômeno militar, o tenentismo, que lançou revoltas maiores e mais sofisticadas no seu mandato, a maior parte do qual foi passada sob estado de sítio. A recusa da anistia aos revoltosos de 1922 foi um dos motivos das revoltas seguintes. Elas também fracassaram, mas os tenentistas participaram da Revolução de 1930, que pôs fim à Primeira República. A maior fama do julho de 1922 ficou com o Forte de Copacabana e a disposição suicida de um número diminuto de revoltosos a enfrentar as tropas legais, episódio que adquiriu caráter mítico. É famoso o número de 18 que teriam participado do combate final, mas a quantidade real era provavelmente menor.

## Antecedentes

### A eleição de 1922

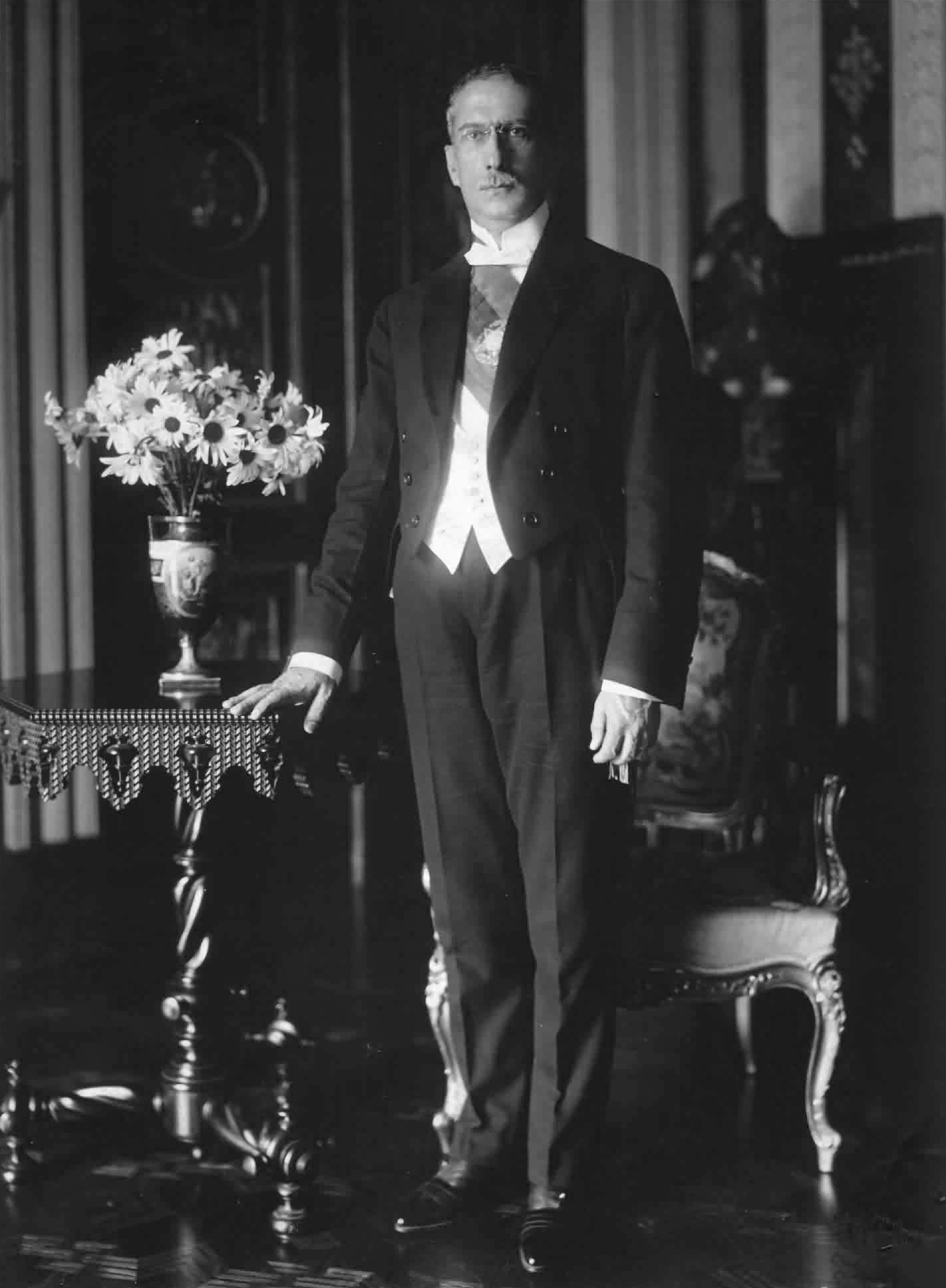
Artur Bernardes com a faixa presidencial

Em 1922 o Brasil passava por uma reavaliação da nacionalidade brasileira às vésperas do centenário da Independência, tendo como marco simbólico a Semana de Arte Moderna, enquanto as finanças públicas sofriam com a baixa na demanda internacional do café, principal produto de exportação nacional. Na eleição presidencial, marcada para 1.º de março, o candidato da situação à sucessão do presidente da República Epitácio Pessoa era Artur Bernardes, presidente (governador) de Minas Gerais e representante dos grupos dominantes de seu estado e de São Paulo. Nas disputas anteriores o candidato situacionista facilmente conseguia o consenso das oligarquias regionais, mas dessa vez o regime deu sinal de esgotamento.
Em junho de 1921, as lideranças políticas do Rio de Janeiro, Bahia, Rio Grande do Sul e Pernambuco, estados de segunda grandeza, organizaram-se na Reação Republicana e lançaram uma chapa oposicionista do fluminense Nilo Peçanha para presidente, com o baiano José Joaquim Seabra como vice. Várias explicações já foram propostas para essa cisão oligárquica, como a disputa pela Vice-Presidência, a contestação à política econômica favorável ao café, um primeiro ensaio do populismo ou uma contestação à dominação do sistema federal por Minas Gerais e São Paulo. Alguns estudos mostram a instabilidade da aliança mineiro-paulista, mas havia de qualquer forma insatisfação com o arranjo político.
As propostas da Reação Republicana eram reformistas e pacíficas. Ela não pretendia romper o modelo da Primeira República, mas apenas conseguir isonomia entre os estados, e seus chefes estaduais tinham o mesmo perfil e práticas dos situacionistas; em seu estado, Nilo Peçanha também aplicava o coronelismo, e a Reação buscava o apoio dos oligarcas insatisfeitos. No jogo eleitoral da Primeira República, baseado no compromisso coronelista, ela estava em desvantagem, pois não podia usar a máquina pública federal para distribuir privilégios e favores. Assim, a Reação acrescentou aos métodos tradicionais a campanha entre as massas urbanas, uma novidade na época, assim como a procura do apoio militar. Militares reunidos ao redor do marechal Hermes da Fonseca aderiram à chapa de Nilo Peçanha após Hermes não conseguir uma candidatura. Hermes era presidente do Clube Militar, ex-presidente da República e “chefe virtual do Exército”, “percebido pelos militares como o superior hierárquico de todos”.

### Descontentamento militar

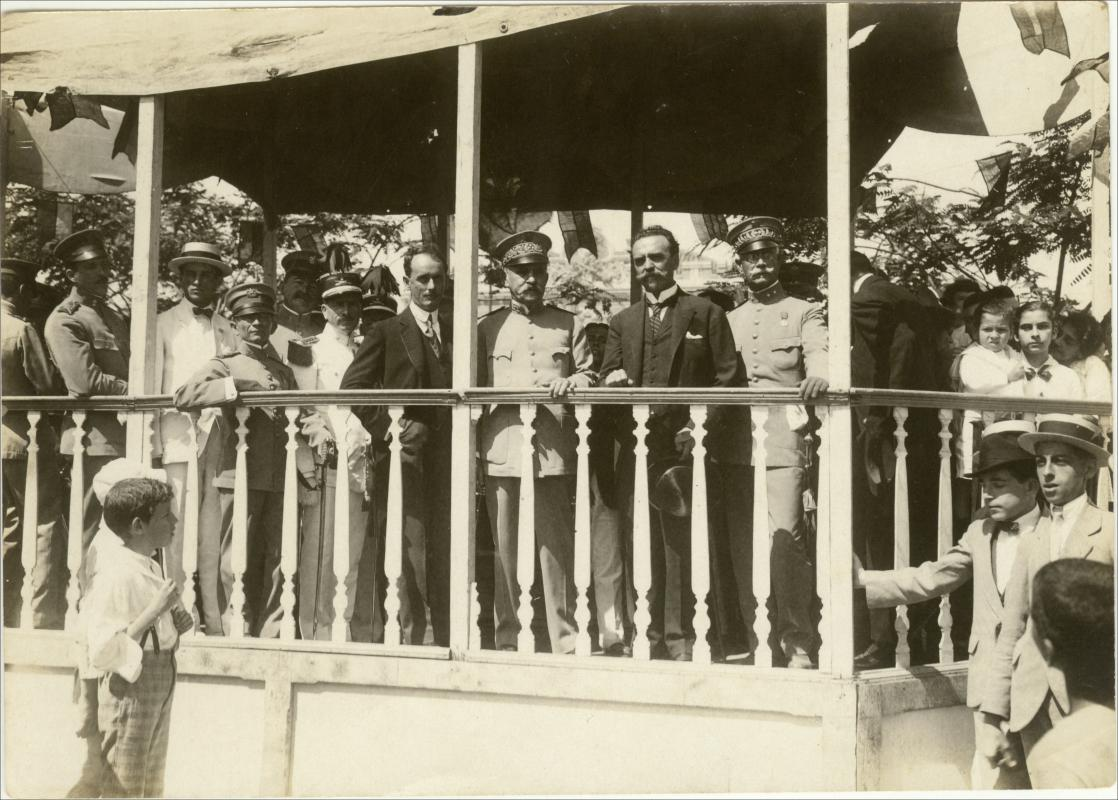
Nilo Peçanha e correligionários militares

Na década de 1920, o Exército Brasileiro era reformado e modernizado com a gestão do ministro da Guerra Pandiá Calógeras e a assessoria da Missão Militar Francesa, realizando as ambições dos Jovens Turcos de anos antes. Os jovens oficiais saíam da Escola Militar do Realengo com um nível de preparo técnico inédito na história do Exército. Mas dentro do oficialato havia tensões. Os oficiais estavam frustrados com o desprezo recebido da população. Tenentes estavam desanimados com a lenta progressão de carreira e por não terem conseguido a oportunidade de lutar na Primeira Guerra Mundial. A gestão de Calógeras e a Missão Francesa atraíam críticas, acusações de corrupção e dificuldades de adaptação. Em abril de 1921, a demissão do general Bento Ribeiro, chefe do Estado-Maior do Exército e inimigo de Calógeras, gerou uma manifestação de solidariedade de mais de cem oficiais, ameaçando cindir o Exército, mas Ribeiro não estava interessado numa revolta. O fato de os ministros da Guerra e da Marinha, respectivamente Calógeras e Raul Soares, serem ambos civis foi explorado nas críticas de Nilo Peçanha.

#### Crise das cartas falsas

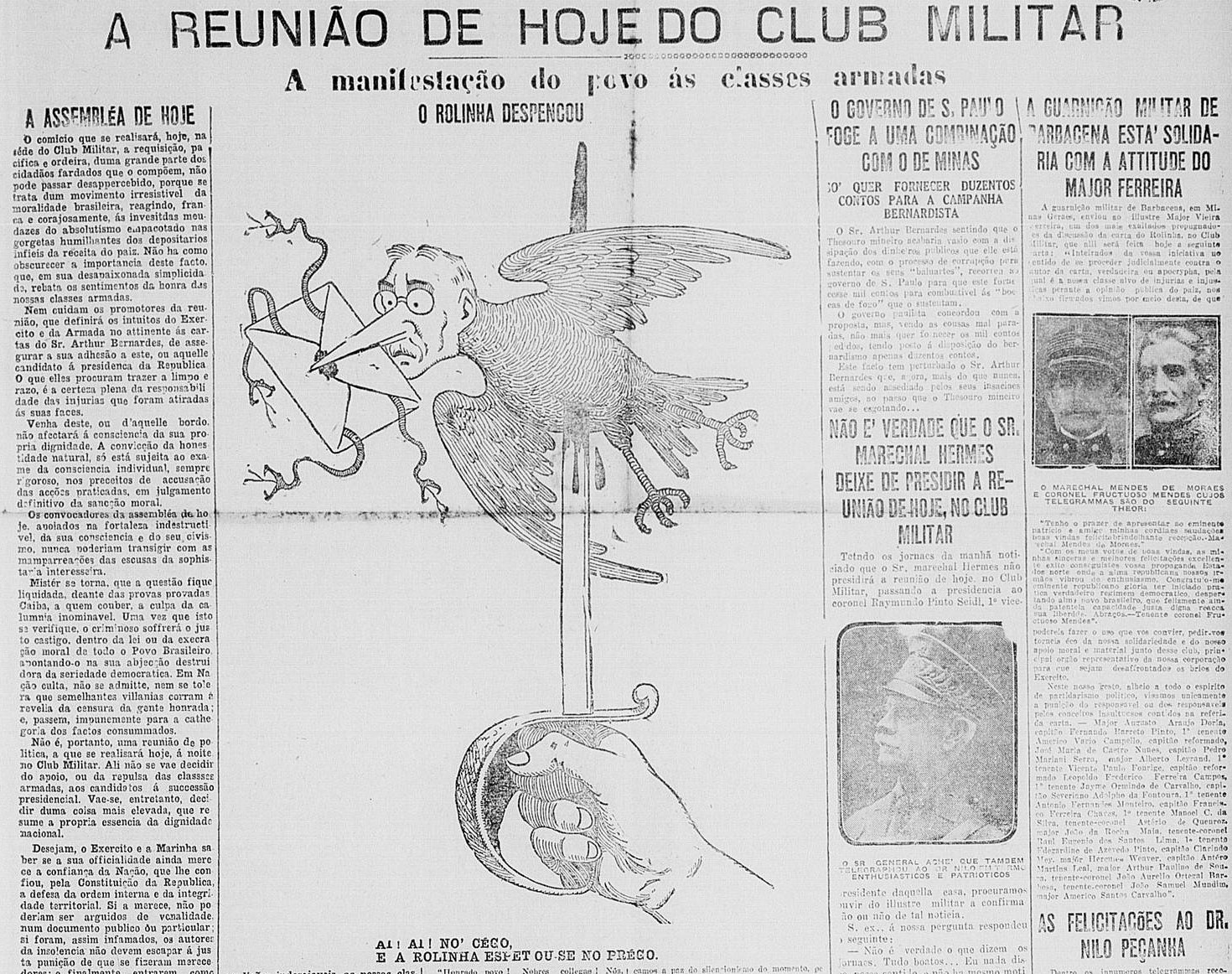
Ilustração no jornal antibernardista A Rua sobre as supostas cartas

A aproximação da Reação Republicana e os militares chegou ao auge com a publicação de cartas falsas atribuídas a Artur Bernardes, com teor insultuoso aos militares, de forma a posicioná-los contra sua candidatura. Foram dois documentos publicados no Correio da Manhã em outubro de 1921, como parte da campanha antibernardista do jornal. O autor das cartas chamou Hermes de “sargentão sem compostura”, encostando no ressentimento dos oficiais do Exército pelo desdém que recebiam da elite civil. A crise era semelhante à Questão Militar no final do Império. O Clube Militar examinou as cartas atribuídas a Artur Bernardes e avaliou-as como verdadeiras. Seus criadores acabaram confessando a falsificação, mas as tensões no meio militar aumentaram. As explicações de Bernardes acabaram aceitas pela maioria dos oficiais, à exceção de uma minoria de capitães e tenentes. Após a perícia do Clube Militar, oficiais uniformizados e armados fizeram campanha eleitoral pela oposição. “Fermentavam de revolta as guarnições e a própria Escola Militar”. O ambiente no Clube era indisciplinado e furioso.

#### Eleição
A eleição ocorreu em clima agitado, e os situacionistas, controlando a máquina oficial, garantiram a vitória de Artur Bernardes em março de 1922. Todos sabiam que as urnas eram manipuladas. Ao contrário das eleições anteriores, a oposição contestou os resultados e clamou por um Tribunal de Honra para arbitrar o processo. Para manter a pressão, radicalizou seu discurso e acenou a uma saída pelas armas. Em abril J.J. Seabra discursou: “Se não for aceita essa solução patriótica e honrosa do Tribunal de Arbitramento, teremos a luta e a sangueira”. Os situacionistas não se deixaram intimidar. Em maio Raul Soares respondeu: “Se as classes armadas se acham no direito de fazer a revolução, nós nos achamos no dever de debelá-la.” Essa intransigência acelerou a radicalização. A imprensa oposicionista denunciava as prisões e transferências de tenentes antibernardistas. Em 7 de junho o Congresso confirmou os resultados do pleito. Os oposicionistas foram afastados das comissões da Câmara dos Deputados e dos trabalhos do reconhecimento eleitoral. Restava apelar aos militares.
Nilo Peçanha investia na agitação militar apenas como forma de pressão e não queria uma revolta, mas apenas um movimento popular diante do Congresso no dia da posse em 15 de novembro. Ele foi arrolado no inquérito policial após a revolta, mas as acusações não foram comprovadas. Diferente do que Nilo planejava, esboçava-se um movimento militar de escala nacional com os objetivos de destituir Epitácio Pessoa e impedir a posse de Artur Bernardes. Há anos a crítica à fraude eleitoral abria caminho para a ideia de uma solução violenta.

### Perfil dos revoltosos
A mobilização que culminaria na revolta armada buscava purificar a classe armada da interferência da política civil e reparar os brios feridos do Exército. Militares dissidentes consideravam a política dominada pelos “interesses rasteiros e particularistas” dos situacionistas; para eles, os políticos civis haviam traído a República proclamada pelo Exército. Estavam insatisfeitos com a sociedade e a posição do Exército, não aceitando obedecer sem questionar. A rebeldia vinha por esprit de corps, ainda sem reivindicações para as forças novas da sociedade, que viriam nos movimentos posteriores. Não houve manifesto revolucionário em meio à revolta e ela era a princípio corporativa, defendendo a honra militar contra a figura de Artur Bernardes. Foi, ainda assim, a expressão de um clima revolucionário e do desgaste do regime pouco aberto a novas demandas políticas, econômicas e sociais. Os participantes tinham a identidade de uma elite moral capaz de derrotar as oligarquias.
As baixas patentes eram volumosas entre os insurgentes, mas poucos oficiais graduados foram conquistados pela conspiração. A maior exceção era o próprio Hermes da Fonseca, que emprestou seu nome ao movimento. Ele tinha vários motivos possíveis: as ofensas sofridas, a vontade de recuperar sua reputação, a influência dos filhos e a insatisfação com os resultados da eleição. Os comandantes do Forte de Copacabana e da guarnição de Mato Grosso, que participaram da revolta, eram seus parentes. Os rebeldes eram em sua maioria beneficiários dos investimentos na educação militar nos anos interiores, com uma mistura de instrutores da “Missão Indígena” na Escola Militar do Realengo, novos formandos e oficiais subalternos com instrução francesa recente. Eles tinham fortes laços construídos na Escola Militar; poucos anos antes, Siqueira Campos, Eduardo Gomes e outros futuros revolucionários discutiam a política e a Primeira Guerra Mundial num espaço fora da Escola. Os tenentes, como o setor mais baixo do oficialato, viviam mais perto da carestia da população. Eles eram numerosos, mas ainda assim precisavam de um oficial prestigiado à sua frente, papel desempenhado por Hermes.
A revolta surgiu apenas numa facção dentro do Exército, que, como corporação, permaneceu leal à estrutura de poder. Em meados de 1922 o oficialato dividia-se entre legalistas e revolucionários, ambos crentes num papel cívico para o Exército, mas os revolucionários acreditavam em acabar com o regionalismo e a corrupção. Somente uma minoria pegou em armas. Tinham apoio ou simpatia entre a população urbana e alguns políticos, como Maurício de Lacerda.

### Atividade conspiratória

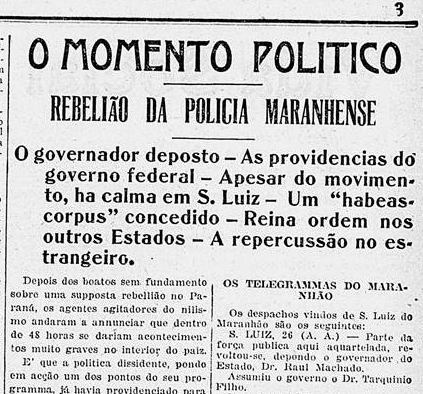
O Paiz associa os incidentes no Maranhão e Paraná aos “agentes agitadores do nilismo”

A confirmação da vitória de Bernardes foi recebida com levantes desestabilizadores. Em abril a Força Pública do Maranhão destituiu por um dia o governo de Raul da Cunha Machado; movimentos semelhantes ocorreram no Paraná e Santa Catarina. Houve uma tentativa de rebelião nos navios da Esquadra. No Ceará, houve um incidente entre o governador e a oficialidade. Em Alagoas, a tropa desfilou cantando uma marchinha contra o candidato oficial. Alguns jovens aviadores navais na Ilha das Enxadas planejaram um ataque aéreo contra a comitiva presidencial. Foi nesse clima, e após incidentes como esses, que viria o levante de julho.
À época da eleição já havia conversas conspiratórias no Rio de Janeiro, incluindo entre os filhos de Hermes, mas sem a coordenação de militares de alta patente. Pretendiam impedir a posse. Alguns policiais e sargentos fiéis ao governo infiltravam os conspiradores. Em fevereiro O Estado de S. Paulo publicou uma circular, assinada “O Exército”, na qual havia uma conspiração para depor governadores e o presidente e entregar o poder a Nilo Peçanha ou a um ditador. Em maio Epitácio Pessoa já discutia a conspiração nos bastidores. Havia dispersado os oficiais suspeitos para longe da capital e nomeado substitutos confiáveis, mas ainda achava que Artur Bernardes deveria renunciar, pois “não se aguentará 24 horas no Catete”.
Após a derrota em Mato Grosso, o general Clodoaldo da Fonseca declarou que esperava contar com o Exército e a Brigada Militar do Rio Grande do Sul, e o movimento poderia vir no final de outubro. Anteriormente, havia descrito a seus oficiais um plano de escala nacional, com apoio também em São Paulo, Bahia e Minas Gerais. No Pará, os oficiais que poderiam ter participado da revolta haviam sido transferidos antes de seu início, como o tenente Pires Camargo, da 3.ª Companhia do 26.º Batalhão de Caçadores, que havia ameaçado usar as armas durante a campanha eleitoral.
Boatos sobre um levante em Mato Grosso circulavam na imprensa desde maio, e já naquela época os conspiradores faziam suas articulações, com um início pretendido em Ponta Porã. Após a derrota da revolta, o inquérito de um dos tenentes apontava 16 de junho como a data de início planejada, embora possivelmente tenha havido um erro datilográfico e data seria em julho. Se em junho, a data seria uma semana após o parecer do presidente do Congresso, o senador mato-grossense Antônio Azeredo, reconhecendo a vitória de Artur Bernardes. A aprovação pelo Senado poderia ser o pretexto para a revolta. Em 27 de junho a Gazeta de Notícias noticiou um movimento revolucionário iminente no estado.

### Prisão de Hermes da Fonseca

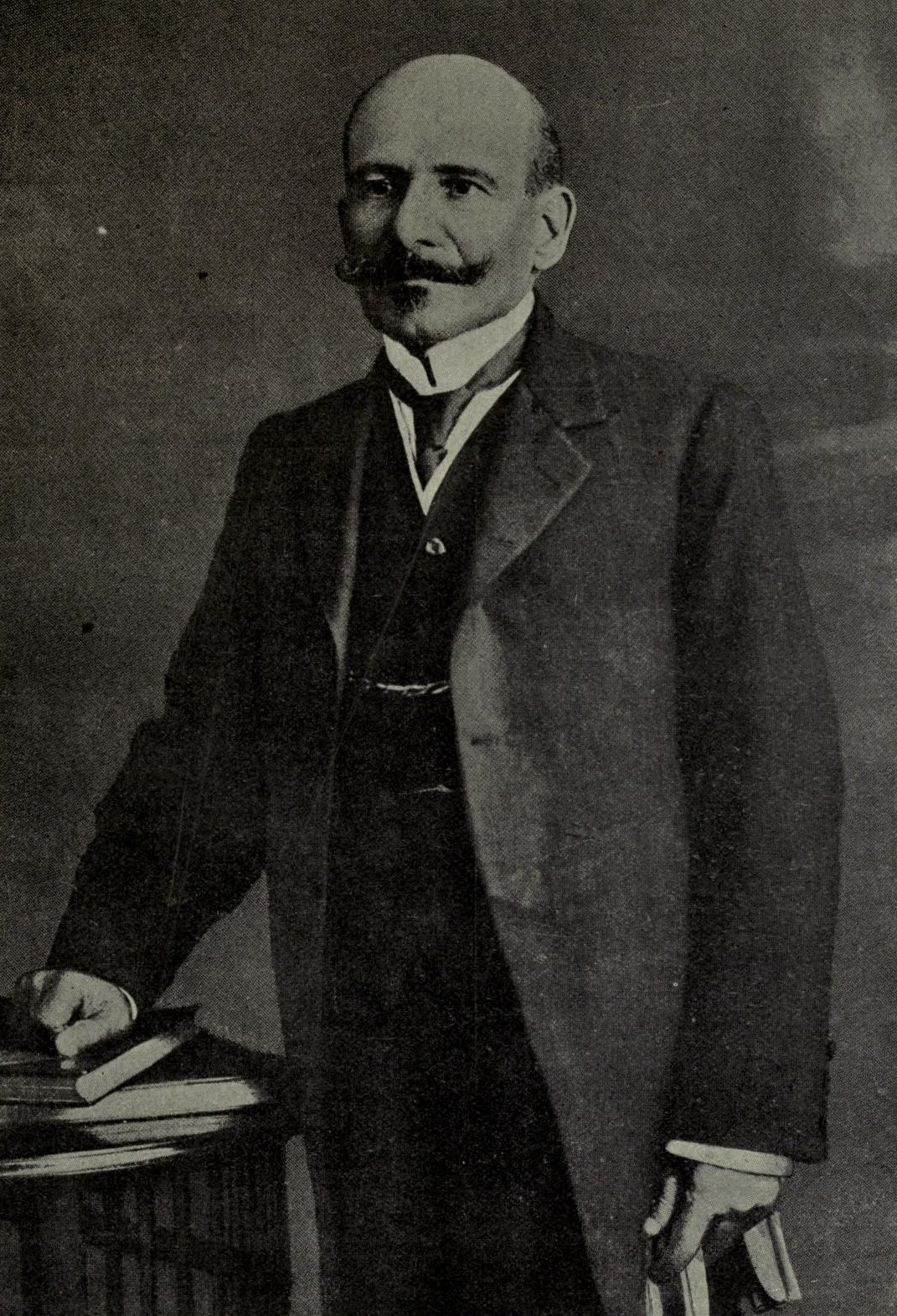
Hermes da Fonseca

Em 29 de junho, Hermes da Fonseca enviou um telegrama ao coronel Jaime Pessoa da Silveira, comandante da 6.ª Região Militar, em Pernambuco, aconselhando-o a negar seu apoio à facção favorecida pelo governo na disputa política estadual. A facção no governo pernambucano, favorável à Reação Republicana, havia derrotado a oposição, incluindo parentes de Epitácio Pessoa, na eleição a governador em 27 de maio. A oposição contestou os resultados e o estado entrou em clima de guerra civil. O presidente nomeou o novo comandante, que trouxe reforços de outros estados e usou suas tropas em favor da oposição. Soldados do Exército mataram o dentista Tomás Coelho Filho, trazendo atenção nacional à crise. Assim, os oficiais no Recife apelaram a Hermes da Fonseca.
No telegrama, em nome do Clube Militar, o marechal alertou contra o desvio do Exército, lembrando que ele “serve para defender o povo, não atacá-lo” e “as situações políticas passam e o Exército fica”. Era um chamado à desobediência à ordem presidencial. Jaime Pessoa pediu demissão. Epitácio Pessoa não deixou passar. Como Hermes da Fonseca confirmou que o telegrama era de sua autoria, o Ministério da Guerra enviou-lhe um aviso de repreensão. Ofendido, Hermes reiterou suas afirmações em 2 de julho, declarando-se apto a opinar por ser “chefe do Exército Nacional”, posição legalmente do presidente. Por isso, recebeu ordem de prisão por 24 horas. Ele foi levado ao 3.º Regimento de Infantaria, onde foi liberado 17 horas depois, ao meio-dia de 3 de julho. Ele também foi destituído da presidência do Clube Militar, que, por assumir sua participação, foi fechado por seis meses com base na Lei Adolfo Gordo, que permitia fechar estabelecimentos de cafténs e anarquistas.
A prisão e o fechamento foram ofensivos aos militares dissidentes e serviram de estopim à revolta. Ainda assim, foram pretextos, não causas, pois a conspiração já se desenvolvia há meses. No Forte de Copacabana, o bombardeio à cidade era planejado há quase seis meses. Hermes da Fonseca considerava o levante prematuro, mas após sua prisão o ânimo dos jovens oficiais era exaltado demais para evitá-lo. Na noite de 4 de julho, com a revolta entrando em ação, declarou a um filho contrário a seu início: “É tarde para tudo, meu filho: tarde para recuar, tarde para articular a força que necessito”.

## Início no Rio de Janeiro

### Plano de ação

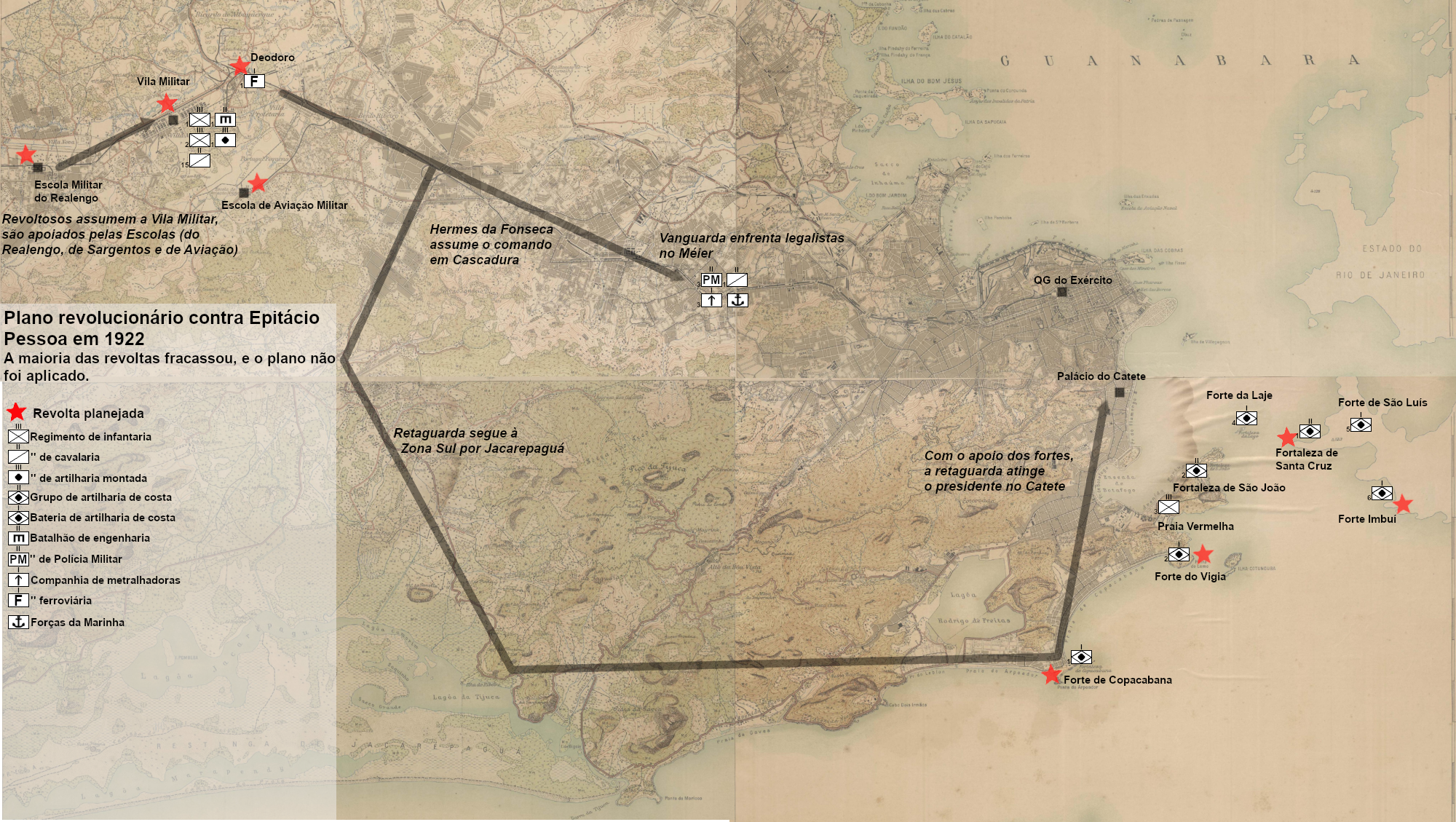
Plano revolucionário no Rio de Janeiro

A ideia era revoltar o 1.º Regimento de Infantaria (RI), na Vila Militar, onde estava o comando da 1.ª Divisão de Infantaria e várias unidades. Com o apoio da Escola Militar do Realengo, Escola de Sargentos de Infantaria, 1.ª Companhia Ferroviária, Batalhão de Engenharia, 15.º Regimento de Cavalaria (RC), 2.º Regimento de Artilharia e Escola de Aviação, seria possível forçar a adesão de toda a Vila Militar, incluindo o 2.º RI. Escoltado por um piquete do 15.º RC, o marechal Hermes assumiria o comando em Cascadura, liderando uma vanguarda para enfrentar no Méier forças legalistas da Marinha, 3.º Batalhão de Infantaria da Polícia Militar, 1.º Regimento de Cavalaria Divisionária (RCD) e 3.ª Companhia de Metralhadoras. Enquanto isso, a retaguarda seguiria à Zona Sul por Jacarepaguá, a estrada do Pica-Pau e Copacabana. Sob a cobertura dos canhões dos fortes de Copacabana e Santa Cruz, os dois mais importantes da baía de Guanabara, ela atingiria a sede do presidente no Palácio do Catete.
O ministério da Guerra não temia o bombardeio da cidade pelo Forte de Copacabana. Seus canhões de 305 milímetros eram projetados para o tiro tenso, com pouca elevação, alta velocidade inicial da granada e grande carga de projeção. Assim, eles alcançariam alvos navais a até 23 quilômetros de distância, mas o Morro de São João seria um obstáculo natural se mirassem para o centro do Rio de Janeiro. Porém, Siqueira Campos e outros artilheiros calcularam novas tabelas antes do movimento, reduzindo a carga de projeção para modificar os ângulos de tiro. Assim, os canhões poderiam atirar por cima das montanhas, ameaçando a cidade. Um deles consultou os cálculos com um professor de balística da Escola Militar, sem explicar suas intenções. Os preparativos no Forte começaram com antecedência, cavando trincheiras, dispondo arame farpado, estocando víveres para um mês, retendo o pessoal no quartel, eletrificando as redes e transferindo os alojamentos e cozinha a locais protegidos. Ironicamente, ele era a “menina dos olhos” do ministro Calógeras, que tratava com especial consideração seus oficiais, entre eles Delso Mendes da Fonseca e Antônio de Siqueira Campos.
Excessivamente otimistas que o movimento se alastraria pelo Exército, os conspiradores agiam com indiscrição. Assim, o governo estava ciente do risco da rebelião e já tomava medidas preventivas, transferindo e afastando oficiais suspeitos, especialmente na Vila Militar. Os conspiradores também tinham limitada organização, apresentando falhas de comunicação após a deflagração da revolta. Alguns relatos atestam uma conspiração pouco elaborada, com integrantes que só souberam do levante às vésperas. Muitos dos que se declaravam veementemente pela ação não agiram na hora da revolta. Antes do início, Hermes da Fonseca já tinha um “pressentimento absoluto da derrota”, pela falta de articulação, retardamento de contatos e conhecimento pleno da ação pelo governo. Ele considerou os aliados civis inertes e vazadores de informações. Os oficiais da Vila, por sua vez, não estavam todos comprometidos, e quase todos estavam fora dos quartéis e sob controle. À esposa, o marechal declarou antes da revolta: “O governo controla tudo. Telefones, telégrafo, trens e estradas. Não existe nenhum plano. Esses meninos são loucos. Querem arrasar a cidade”. O governo já previa a revolta do Forte de Copacabana e outros corpos como a Escola Militar.

### Reação legalista antecipada

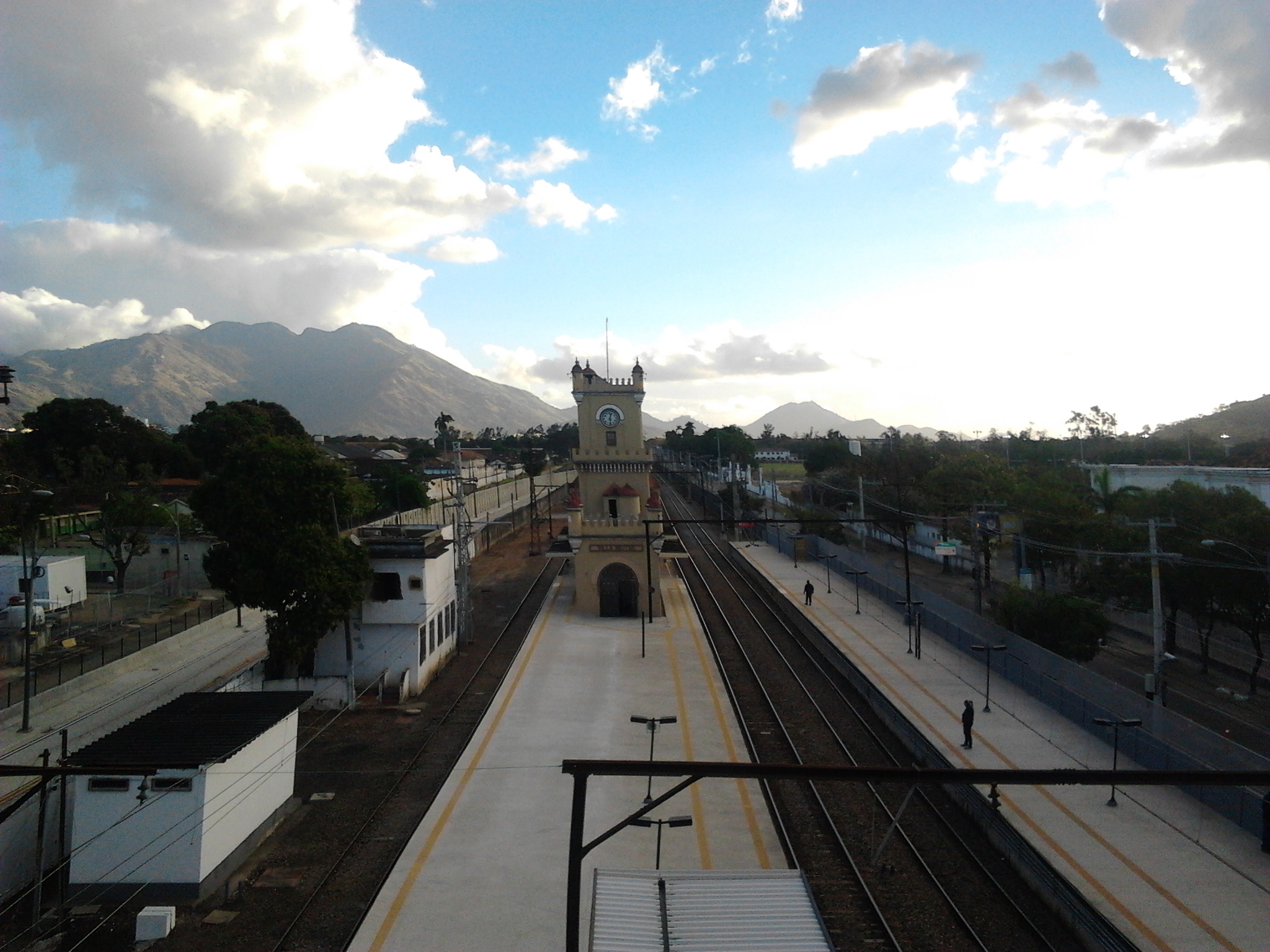
Estação ferroviária da Vila Militar

Em 4 de julho houve uma reunião de conspiradores, com representantes de todos os corpos do Rio. O governo provavelmente tinha informantes infiltrados. Os revolucionários perceberam que alguns deles foram identificados pelo governo através de seu contato telefônico com o Forte de Copacabana. Á tarde, uma concentração excessiva de oficiais na Baiuca, alojamento da Escola de Aperfeiçoamento de Oficiais, confirmou as suspeitas do governo. A filha de Epitácio Pessoa afirma que ele sabia com antecedência até do horário marcado para a revolta.
À noite o marechal Hermes havia desaparecido do Palace Hotel, seguindo para a Vila Militar, assim como vários oficiais suspeitos, e o governo já previa a revolta do Forte de Copacabana. Ao redor das 22h00 o coronel Nestor Sezefredo dos Passos, comandante do 1.º RI, designou uma companhia para o tenente-coronel Álvaro Guilherme Mariante, encarregando-o de prender os oficiais suspeitos quando chegassem de trem à Vila Militar. Assim, o levante foi impossibilitado. Os oficiais na Baiuca também foram presos, à exceção de alguns que conseguiram fugir. Nas estações da Estrada de Ferro Central do Brasil, os oficiais à procura de trens eram também presos sob as ordens do general Manuel Lopes Carneiro da Fontoura, comandante da 1.ª Região Militar.
No 1.º Regimento de Artilharia Montada, o comandante, coronel João José de Lima, reuniu seus oficiais no cassino e perguntou suas opiniões. Todos menos dois tenentes eram favoráveis à revolução, e portanto, foram presos, deixando o regimento com os capitães e sargentos. Isto se repetiu em muitas unidades. Nas palavras do tenente João Alberto Lins de Barros, um dos presos nesse regimento,

No dia 4 de julho, durante a noite, todos nós, revolucionários, estávamos a postos para erguer a tropa ao primeiro sinal… Éramos poucos, dentro de um regimento considerado legalista e precisávamos de um apoio vindo de fora do quartel para fazer o levante… fomos presos com a impressão de que o movimento abortara. Só depois de transferidos de unidade, quando nada mais podíamos fazer, soubemos que a Escola  Militar e o Forte Copacabana estavam revoltados.

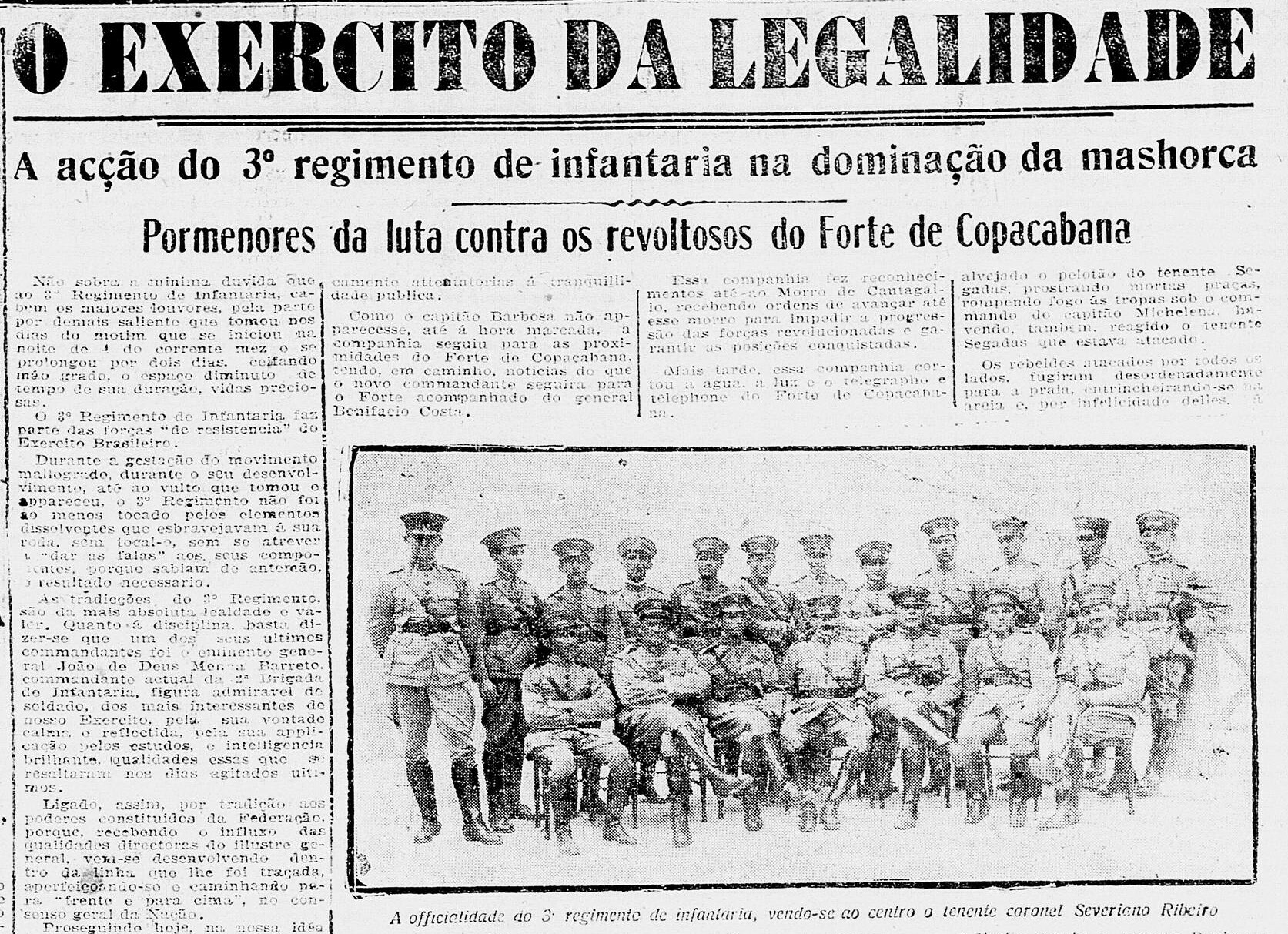
Reportagem sobre o 3.º RI, que iniciou o cerco ao Forte de Copacabana

O tenente Telmo Borba, que deveria levantar a Escola de Sargentos de Infantaria, não pôde cumprir o compromisso, assim como o tenente Luís Carlos Prestes, subcomandante da 1.ª Companhia Ferroviária, que estava doente. O capitão Luís Gonzaga Borges Fortes tentou danificar a estação radiotelegráfica de campanha, mobilizando a Companhia de Pontoneiros do 1.º Batalhão de Engenharia, mas foi derrotado. A Escola de Aviação foi ocupada por um batalhão legalista na noite do 4 ao 5, quando os pilotos revolucionários testavam os motores das aeronaves. As tentativas de levante na Fortaleza de Santa Cruz e 15.º Regimento de Cavalaria também falharam.
Duzentos oficiais e praças revolucionários adentravam o Forte, acrescidos às 22h00 de uma bateria de 54 homens do Forte do Vigia. Entre eles estava o tenente Eduardo Gomes, que chegou à tarde. Às 21h00 o capitão José da Silva Barbosa seguiu ao ministério da Guerra, onde foi encarregado de assumir o comando da 1.ª Bateria de Artilharia de Costa, o Forte de Copacabana, para impedir o levante. O capitão Barbosa seguiu acompanhado de seu superior, o general Bonifácio Gomes da Costa, comandante do 1.º Distrito de Artilharia de Costa, e de uma companhia do 3.º RI. O general e o capitão entraram às 23h30, sem escolta, no Forte, onde soldados preparavam trincheiras e arame farpado e conduziam munição e uma carreta com um canhão de 190 mm. O capitão Euclides Hermes da Fonseca, comandante do Forte, sugeriu que a transferência fosse na manhã seguinte, mas o general Bonifácio, após comunicação com o general Fontoura, não aceitou. O comandante do Forte prendeu os dois enviados.
O capitão Libânio da Cunha Matos, comandante da companhia do 3.º RI, foi ao Forte, onde o general Bonifácio ordenou o regresso de sua companhia ao quartel. Ele não deu interpretação literal à ordem e em vez disso ocupou o Túnel Novo. Outra companhia, a 3.ª, já estava a essa hora na rua Barata Ribeiro. Os rebeldes haviam minado o terreno ao redor do Forte. Enquanto o capitão estava fora do comando, seus tenentes Álvaro Barbosa Lima e Mário Tamarindo Carpenter também foram ao Forte. Carpenter aderiu, enquanto Lima conseguiu fugir.

## Revoltas

### Rio de Janeiro

#### Primeiras ações revolucionárias

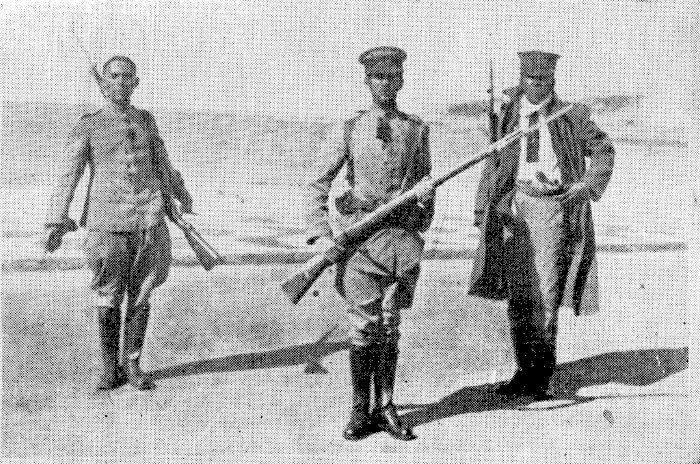
Praças do Forte de Copacabana

O diretor da Fábrica de Cartuchos do Exército, o coronel João Maria Xavier de Brito Júnior, retirou a munição para seu uso na revolta da Escola Militar do Realengo, situada na vizinhança. Os oficiais instrutores armaram os alunos. Nove cadetes não quiseram participar, assim como alguns oficiais, sendo presos. Às 23h50 o capitão Oton de Oliveira Santos, encarregado da ronda noturna pelo diretor da Escola, o general Eduardo Monteiro de Barros, encontrou o coronel Brito com um grande número de oficiais e alunos em sua casa, normalmente fechada e de luzes apagadas a essa hora. Intimado a entrar, ele deu dois tiros ao alto e correu para a casa do general. Monteiro de Barros seguiu para a Escola Militar, mas no caminho as patrulhas rebeldes atiraram na sua direção. Ele pretendeu buscar reforços na Vila Militar, mas acabou preso. Também Oton foi capturado pelos rebeldes antes de atingir a Vila.
Pouco antes da 1h, o tenente Frederico Cristiano Buiz acordou os praças de sua companhia, a 7.ª do 1.º RI, e dividiu-os em dois pelotões. Um ficou na frente do quartel, enquanto ele liderou outro ao cassino dos oficiais do regimento, onde estavam o capitão José Barbosa Monteiro (comandante da companhia), o coronel Passos e outros. Com sua pistola na mão e à frente de seus soldados armados, declarou — “Estourou a Revolução! Estou com a Revolução!” Sezefredo dos Passos, mesmo desarmado, avançou a Buiz e pegou sua pistola. Os demais oficiais também confrontaram o pelotão, e o capitão Monteiro foi morto no choque. Buiz perdeu a oportunidade, deixando-se dominar. Os oficiais que ainda não estavam do lado do governo foram presos. Pelo seu gesto de coragem pessoal, o comandante do regimento foi depois promovido a general.
O marechal Hermes saiu de seu hotel às 23h. Ele aguardaria o 15.º RC perto da Vila. Seguiu em um de três automóveis, que foram interceptados na estação de Engenho de Dentro por um esquadrão do 1.º RCD. Após abandonar o carro, conseguiram chegar ao sítio do deputado Mário Hermes, perto da estação de Marechal Hermes. O piquete do 15.º RC veio, mas para prender o marechal. O general Ribeiro da Costa comunicou sua prisão às 06h00 da manhã. Ele foi detido no encouraçado Floriano. Sua presença na Vila Militar poderia ter tido grande impacto.
À 01h15 ou 01h20 o Forte de Copacabana deu seu primeiro tiro, visando a ilha desabitada de Cotunduba. Ele foi ouvido em toda a cidade na madrugada e marcava o início da revolta. O segundo foi na mesma direção, o terceiro, para a rocha da base do Forte do Vigia, alertando a população, e o quarto, ao 3.º RI, como protesto à prisão de Hermes. Esperavam-se, então, tiros dos outros fortes, especialmente de Santa Cruz e Imbuí, para marcar sua participação. Houve apenas silêncio.

#### Derrota da Escola Militar

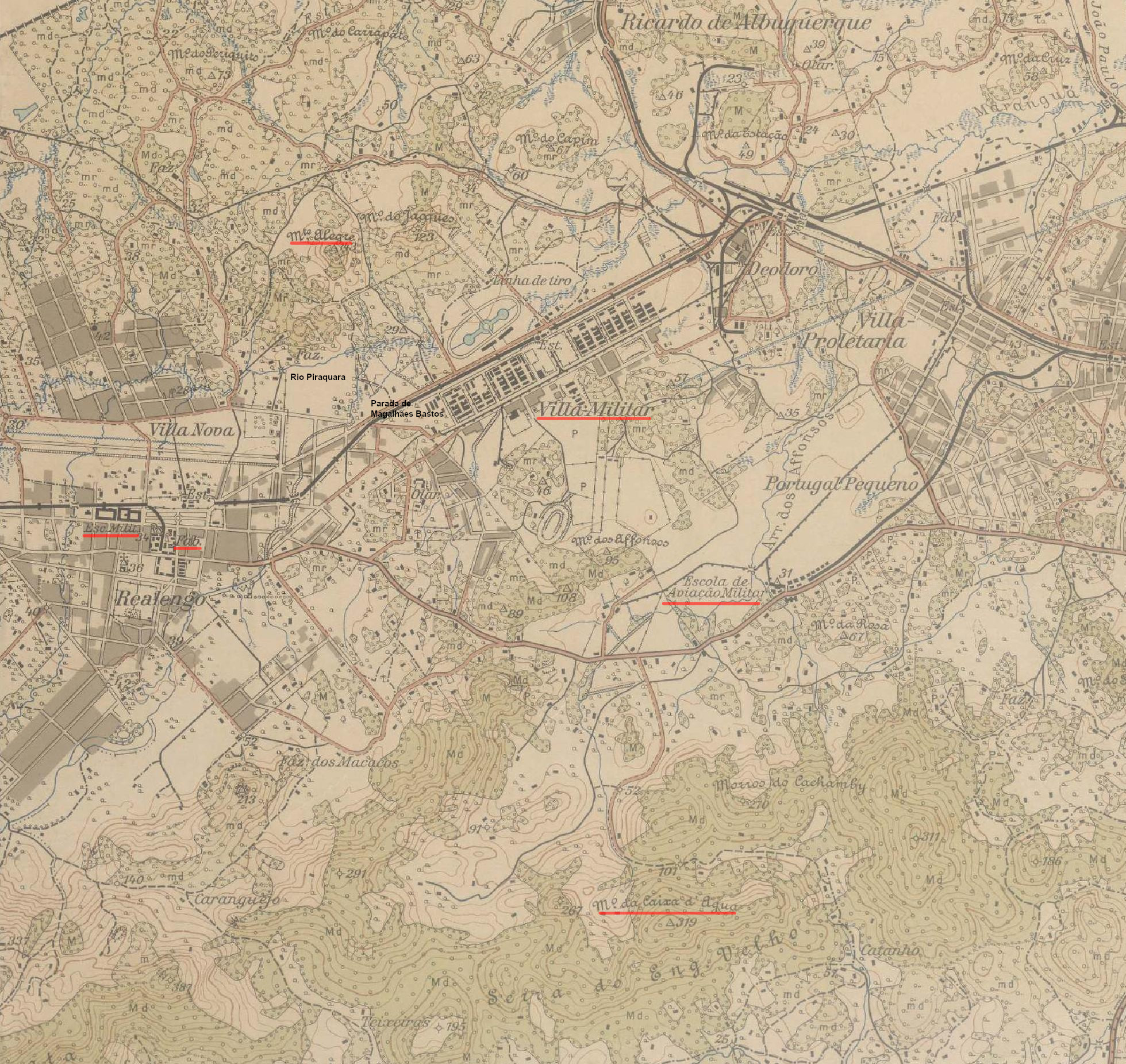
Vila Militar e redondezas, com os morros de Monte Alegre e da Caixa D'Água assinalados

A Escola Militar do Realengo tinha 638 alunos em armas. Cerca de 100 ficaram na Escola para cuidar dos que não aderiram, enquanto outros 500, ou 449, rumaram para a Vila Militar sob a liderança do coronel Brito. Eram das quatro armas, cada qual sob seu auxiliar de instrução. O esquadrão de cavalaria foi à frente pela Estrada Real de Santa Cruz para a ponte de Piraquara. O deslocamento começou à meia-noite pela Estrada de São Pedro de Alcântara. A expectativa era juntar-se aos revolucionários na Vila Militar, mas ela estava hostil.
O general Fernando Setembrino de Carvalho foi acordado às 02h00 da madrugada para assumir o Estado-Maior do Exército, para o qual havia sido nomeado poucos dias antes. O ministro da Guerra, como civil, não comandava a repressão ao levante, que cabia ao comandante da região. Porém, conforme o depoimento de Carvalho, o general Carneiro da Fontoura estava “invisível”, repousando no gabinete, enquanto reinava confusão no comando, com informações desencontradas sobre as revoltas. Escutando a artilharia no caminho, Setembrino foi pessoalmente à Vila Militar, onde assumiu a liderança. A maior parte da 1.ª Divisão permaneceu leal.
Reforços legalistas já estavam a caminho: um esquadrão do 1.º RCD, seguindo ao Realengo em reconhecimento, e, rumo ao Méier, um destacamento sob o general João de Deus Mena Barreto, comandante da 2.ª Brigada de Infantaria. Ele tinha o 3.º Batalhão da Polícia Militar, a 3.ª Companhia de Metralhadoras, do capitão Daltro Filho, e outras unidades, sem retirar muitas tropas da sede do governo. Toda a Central do Brasil foi ocupada: um batalhão de caçadores na estação do Méier, um batalhão do 2.º Regimento de Infantaria na de Todos os Santos e assim por diante. Ao sul da Vila Militar, um esquadrão de cavalaria da polícia guardava a Estrada Real de Santa Cruz. O Palácio do Catete estava protegido desde as 02h00 da madrugada por uma companhia de infantaria do Batalhão Naval, e às 06h00 da manhã uma companhia do 3.º RI e uma bateria de artilharia guarneceram o pátio do Ministério da Guerra.
O primeiro contato foi entre o piquete de cavalaria do Realengo e uma patrulha do 15.º Regimento de Cavalaria Independente. Ao raiar do dia, a infantaria do Realengo chocou-se contra o quartel do 1.º Batalhão de Engenharia, na ponta oeste da Vila Militar. Os revolucionários tomaram posições no morro Monte Alegre, na localidade de Árvore Seca. Dali eles travaram um duelo com o 1.º Regimento de Artilharia Montada, que tinha uma bateria de 75 mm perto do quartel e outras duas no morro da Caixa d'Água. 150 homens da Escola de Sargentos protegiam a artilharia na direção da Estrada Real de Santa Cruz. Os projéteis voaram por cima dos telhados da Vila Militar. O capitão Mascarenhas de Moraes, da 2.ª Bateria legalista, relata como a artilharia dos revoltosos acertou perto das residências dos oficiais, levando algumas famílias a se retirarem. O general Ribeiro Costa, comandante da 1.ª Brigada de Infantaria, chefiou a reação da Vila Militar. A Companhia de Carros de Assalto e uma seção da 1.ª Companhia de Metralhadoras Pesadas ficaram em reserva.
Às 10h00 da manhã a luta encarniçada já durava quatro horas. A artilharia da Vila passou do fogo indireto ao direto e ao de barragem. A essa hora os legalistas iniciaram um movimento envolvente. No depoimento do coronel Xavier de Brito, um novo elemento de infantaria legalista foi visto seguindo à Escola para contorná-la pelo flanco esquerdo. Conforme O Paiz, a manobra foi por trás do Monte Alegre, liderada pelo coronel Nestor Sezefredo, com o 1.º Regimento de Infantaria, um batalhão do 2.º e um esquadrão do 1.º RCD de flanco-guarda. O coronel Brito reuniu seu Estado-Maior. Não havia chance de vitória, e ele precisava conservar a vida dos cadetes. Em Cascadura aguardavam mais legalistas. Assim, os revolucionários pediram a bandeira branca e retornaram à Escola. Os oficiais e alunos presos foram postos em liberdade. O saldo foi de um morto e vários feridos, entre os rebeldes, e dois mortos e cinco feridos, entre os legalistas. Após as 12h ou 14h um esquadrão de cavalaria legalista, sob o capitão Euclides Figueiredo, entrou na Escola sem resistência. Mais tarde ele foi substituído por um batalhão da Vila. O coronel Brito e os instrutores e demais oficiais foram presos.

#### Cerco do Forte de Copacabana

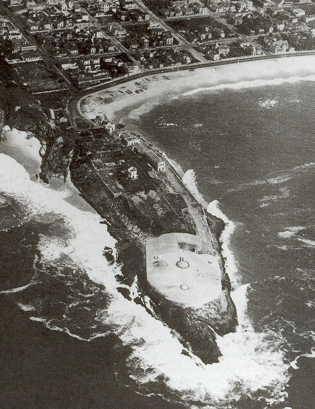
Forte de Copacabana em 1920

Ao amanhecer no Forte de Copacabana, os revolucionários, a princípio sem informações, esperavam notícias de sua vitória. A infantaria legalista permanecia nas proximidades, e o coronel João Nepomuceno da Costa foi nomeado comandante da força de ataque. A infantaria ficou nos túneis Novo e Velho, e a artilharia, nas montanhas na região dos túneis em Vila Rica e Leme. O destacamento era composto de um esquadrão de cavalaria (para reconhecimento e ligações), um batalhão do 3.º RI e mais duas companhias, um batalhão de caçadores e duas baterias, uma de montanha e outra de obuses. Às 14h30 o coronel Nepomuceno recebeu a ordem de ataque. O grosso do batalhão do 3.º RI avançaria ao morro do Cantagalo e fixaria o inimigo, enquanto as demais forças atacariam os defensores em Ipanema e na praia de Copacabana, tentando isolá-los do Forte.
A ordem era para atacar o quanto antes, impreterivelmente antes de cair a noite, mas o destacamento só pôde concentrar às 19h00. No final da manhã o comandante do Forte usou o canhão Krupp 190 mm para disparar contra a ala esquerda do ministério da Guerra, para atingir a mesa onde fora assinada a ordem de prisão de Hermes da Fonseca. O primeiro tiro caiu em frente à Praça da República, levantando poeira e estilhaços e levando à fuga de operários e moradores. O segundo caiu nos fundos da Companhia Light & Power, acertando um sobrado e matando um homem, uma mulher e duas crianças. O próprio ministro Calógeras telefonou para protestar contra a destruição. O coronel Nepomuceno tinha ordem de cortar as ligações telefônicas e o abastecimento de água e luz, mas não cortou permanentemente as comunicações para que os revoltosos soubessem de sua derrota no restante da cidade.
Sem perceber, Calógeras havia indicado o alvo atingido. Os artilheiros perceberam que haviam esquecido de frenar a arma durante o disparo. Corrigindo o erro, atiraram de novo e atingiram o ministério da Guerra. O canhão atirou mais duas vezes, atingindo o pátio e a extremidade oposta. Dois militares morreram e um ficou ferido. O pânico tomou conta do prédio. O quartel-general foi transferido para o Corpo de Bombeiros, na mesma praça, e em seguida a outro quartel no Largo do Humaitá.

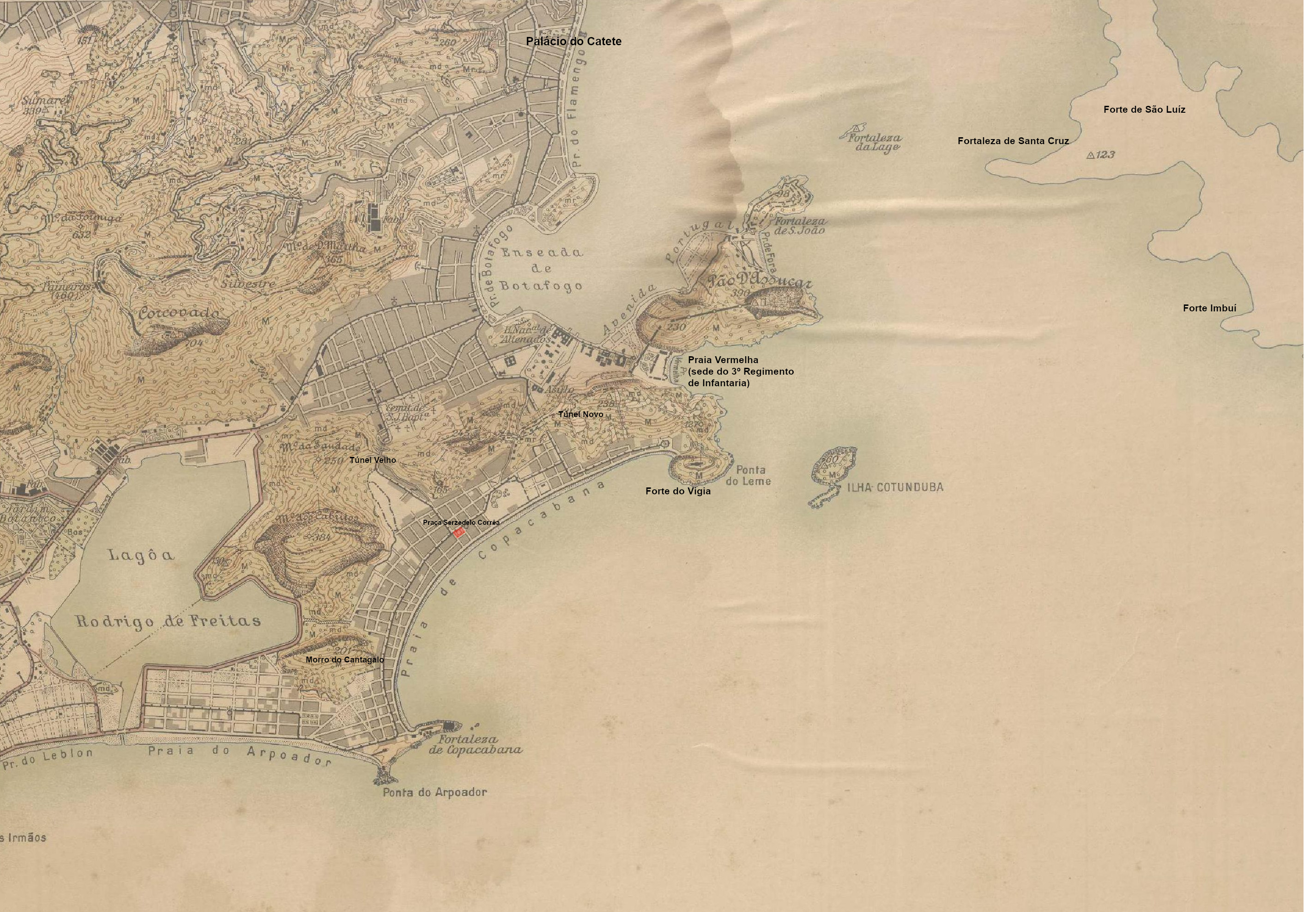
Detalhe de mapa de Copacabana e redondezas

Pouco antes das 15h00 o coronel Nepomuceno, amigo pessoal do comandante Euclides, intimou o Forte a render-se, avisando do fracasso da revolta. O enviado do Forte disse que só obedeceriam ao marechal Hermes e pediu um armistício. O coronel Nepomuceno concedeu-o, sob a lógica de ganhar tempo para a chegada dos reforços, mas Epitácio Pessoa, seguro de sua posição, não queria negociar. Enquanto vigorava o cessar-fogo, às 16h00, sob suas ordens, a Fortaleza de Santa Cruz abriu fogo. Houve um “duelo das fortalezas”. Os revoltosos retribuíram contra as tropas legais em Copacabana; um dos três tiros atingiu um palacete da família Guinle. Às 18h30 o Forte Imbuí juntou-se ao fogo contra o Copacabana. Por intervenção do general Bonifácio, cuja esposa estava no Imbuí, o capitão Euclides Hermes poupou o alvo, escolhendo o Batalhão Naval. O Forte do Vigia também participou. Os legalistas foram demorados; o Imbuí atirou atrasado, pois a caldeira precisava de três a quatro horas para fornecer pressão suficiente. O Forte de São Luís deveria participar, mas nem chegou a atirar. Às 19h00, um novo emissário do Destacamento das Forças de Ataque avisou que não haveria armistício e intimou a rendição do Forte. Era uma formalidade, pois a chegada da noite impôs o cessar-fogo.
Conforme Siqueira Campos, uma ordem de retirada mal comunicada, durante o bombardeio da Fortaleza de Santa Cruz, resultou na inutilização de um canhão francês de 75 mm usado na defesa externa; ele foi lançado na água. Para Eduardo Gomes, foi forma de evitar que o canhão caísse nas mãos inimigas. Outro motivo possível era expressar oposição à Missão Militar Francesa. O canhão era recente e estava ali para teste.
Entre os legalistas, a artilharia de montanha chegou às 20h00, e a outra bateria, às 21h30, posicionando-se respectivamente na Vila Rica e na garganta do Leme. O cerco só foi apertado às 23h00, com as tropas alcançando a praça Serzedelo Correia, com uma patrulha na praia. Em posição elevada na rua Toneleros, o capitão Eurico Gaspar Dutra servia de observador para a artilharia. Uma companhia do 3.º RI ficou no Forte do Vigia, e a cavalaria ficou perto do morro do Cantagalo, vigiando a praia do Leblon. A tropa não chegou mais perto pois era previsto o apoio dos canhões da Armada.

#### Bombardeio naval

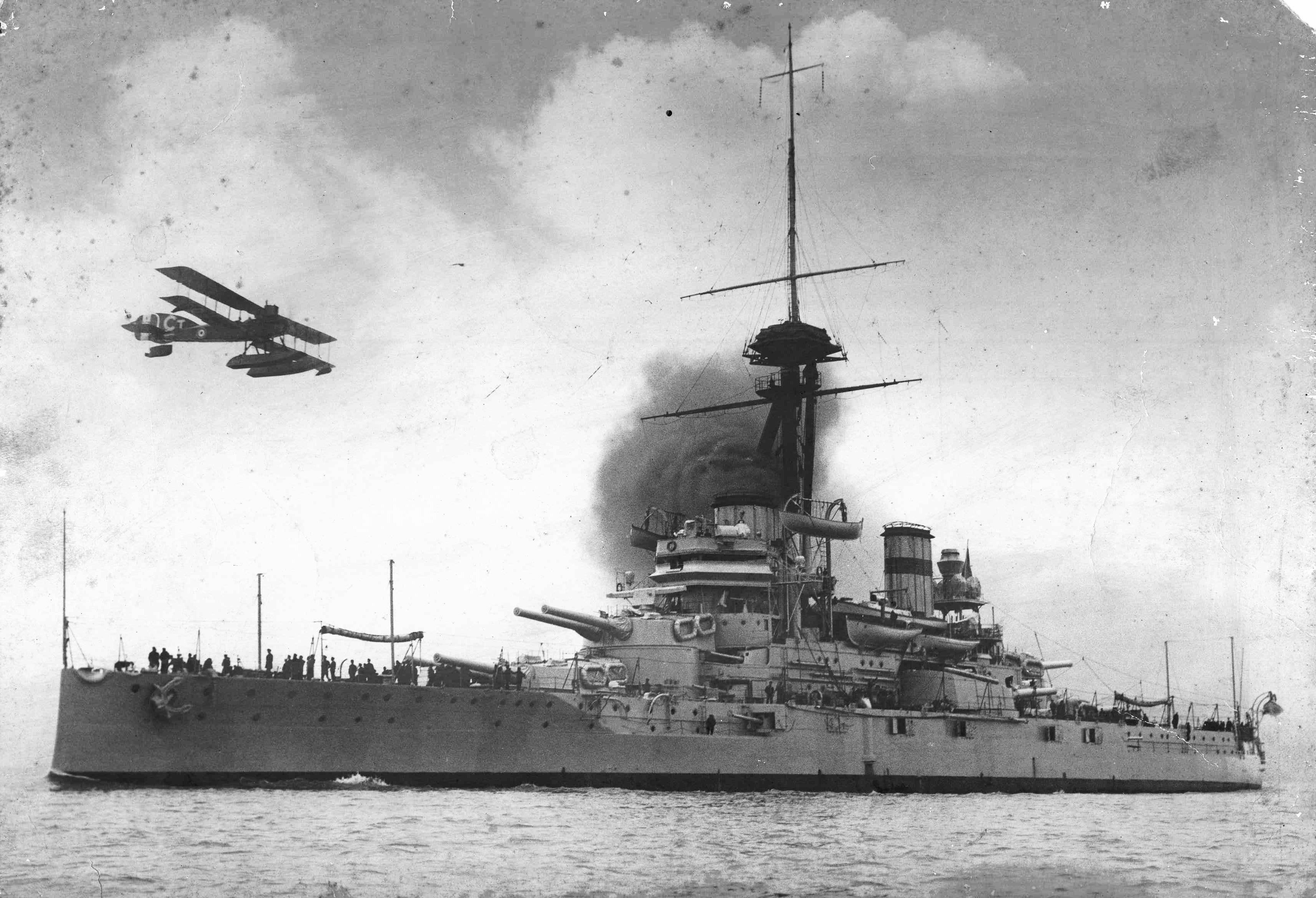
Encouraçado São Paulo

No interior do Forte, com o corte da luz e água, os defensores dependiam de velas e da água salobra destilada do mar. No dia 6 os tenentes queriam poupar o capitão Euclides Hermes, único oficial com esposa e filhos, enviando-o para negociar a rendição, mas o comandante não queria sair. Às 04h00 da madrugada, o ministro Calógeras telefonou para avisar do isolamento total do Forte, mas deu garantia de vida aos revoltosos. O comandante reuniu seus oficiais e explicou a situação. Dentro do Forte sabia-se do bombardeio iminente pela Armada e as outras fortificações. Uma facção liderada por Siqueira Campos e Eduardo Gomes queria resistir, mas outra considerava a revolta encerrada. O comandante deu a cada um a opção de partir ou permanecer. Dos mais de trezentos homens na guarnição, sobraram 29 — cinco oficiais (Euclides, Siqueira, Eduardo Gomes, Mário Carpenter e Newton Prado), dois sargentos, um cabo, dezesseis praças e cinco civis. Os prisioneiros foram libertados.
Às 07h35 o encouraçado São Paulo transpôs a barra da baía de Guanabara. Atrás dele, deslocado ligeiramente a bombordo, vinha o Minas Geraes. O contratorpedeiro Paraná, com a flâmula de almirante, acompanhava a dupla. Cada encouraçado tinha uma bateria principal de doze canhões de 305 milímetros (dos quais no máximo dez poderiam ser usados ao mesmo tempo, devido à posição das torres), contra dois canhões desse calibre no Forte. Mas vários fatores favoreciam os revolucionários. As granadas do Forte tinham 1 500 metros de alcance a mais do que os encouraçados, e sua blindagem de concreto de até doze metros de espessura era muito mais resistente do que a couraça de aço dos navios. A geografia da baía da Guanabara anulava a vantagem de mobilidade dos encouraçados, obrigando-os a um combate a curta distância (inferior a 7 250 metros), na qual mesmo suas partes mais protegidas poderiam ser perfuradas pelas granadas do Forte.
Quando Siqueira Campos avistou os navios, os canhões de 305 milímetros estavam elevados demais e virados para a Vila Militar. Os revolucionários não conseguiram manobrar a cúpula, pois o motor diesel falhou — resultado de uma sabotagem na confusão da retirada. Possivelmente a Marinha estava ciente, e por isso arriscou seus navios a curta distância. A força-tarefa naval prosseguiu num eixo norte-sul, no alinhamento Ilha Rasa—Ilha da Laje. Ao sinal do Forte do Vigia, o São Paulo deu uma primeira salva às 08h00. Tomando cuidado para não atingir o Leblon, o bombardeio prosseguiu por meia hora, disparando 19 ou 20 granadas contra o Forte. O Minas Gerais não chegou a atirar, mas o bombardeio foi apoiado em terra pelas baterias do coronel Nepomuceno.

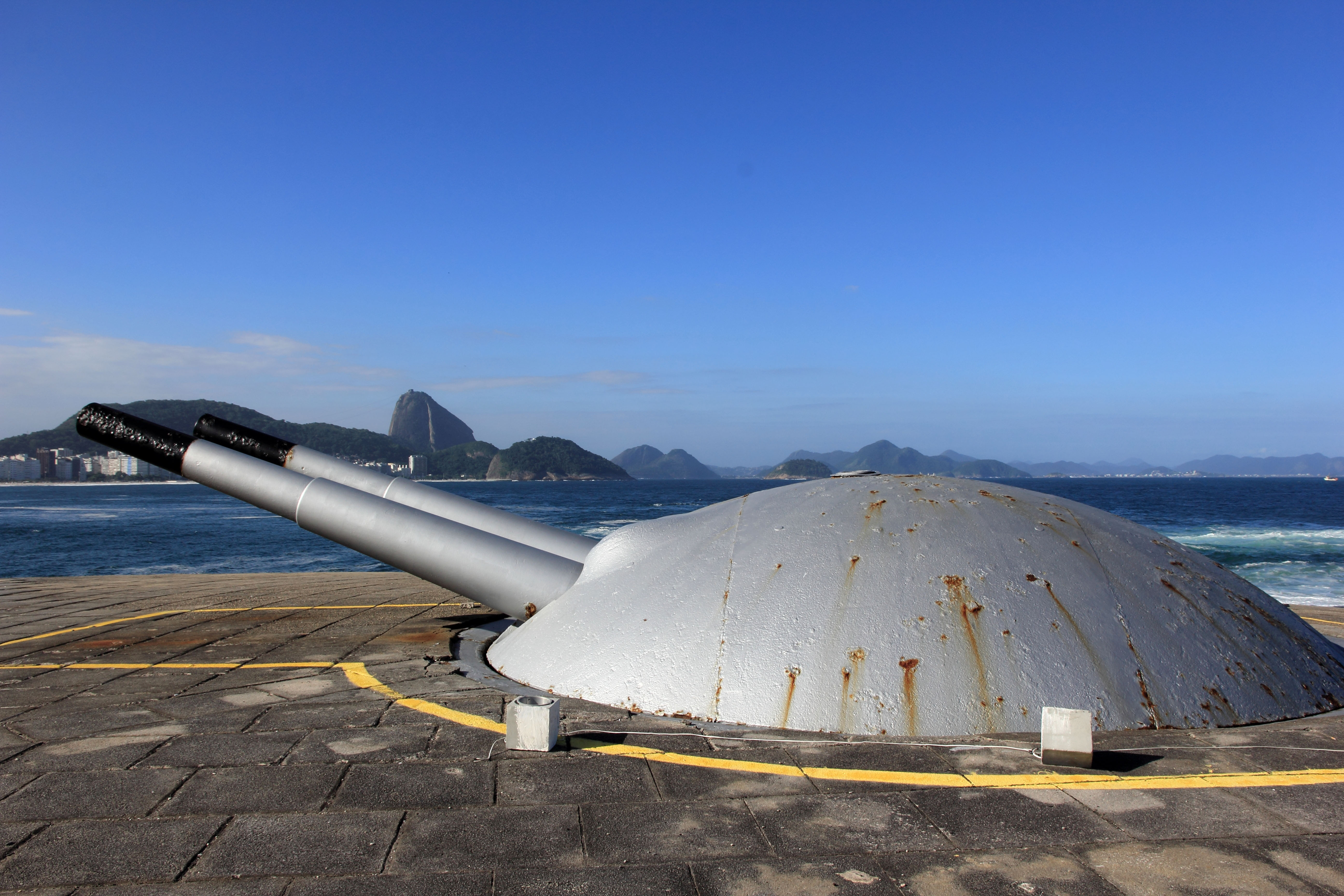
Torre de 190 mm do Forte de Copacabana

O nevoeiro baixo não permitia aos marinheiros ver o local da queda das granadas. Só na última salva eles viram fumaça no Forte; conforme o capitão Euclides, dois tiros enfim acertaram. Eles não perfuraram a área protegida, mas um deles abriu um rombo de um metro e meio de profundidade. Nas palavras do comandante do Forte, “recebemos, inertes, como simples espectadores, as violentas bordadas das peças de 305 do São Paulo”. O navio estava ao alcance das peças de 190 milímetros, mas as fontes divergem se o Forte respondeu ou não ao bombardeio; não consta nas fontes da Marinha que o São Paulo tenha sido alvo.
Pouco antes de avistarem o encouraçado, os revolucionários haviam atirado os canhões de 190 milímetros contra alvos em terra. Esse bombardeio prosseguia mesmo quando a Armada estava próxima. O Forte atirou contra a Ilha das Cobras, o quartel-general do Exército, o Forte do Vigia e o Palácio do Catete. Na Ilha das Cobras, três fuzileiros navais morreram no quartel do Batalhão Naval. Como não encontraram as tabelas com os cálculos, o tiro contra o Catete encristou, destruindo uma casa próxima.
O ministro da Guerra novamente telefonou aos revolucionários para pedir um cessar-fogo. O comandante do Forte concordou, avisando, porém, que ainda tinha 72 toneladas de munição e revidaria qualquer provocação. Às 09h07 o Forte levantou a bandeira branca. Ao redor das 10h00 da manhã dois emissários do ministro foram parlamentar com os revoltosos, mas simultaneamente dois aviões Breguet 14 da Marinha, que não estava avisada do acordo, bombardearam o Forte, resultando numa luta com os emissários. Calógeras propôs uma conversa pessoal a Euclides Hermes, mas isso poderia ser uma armadilha. Siqueira Campos definiu as condições dos rebeldes, que queriam livre passagem ao exterior. O capitão deixou o Forte e foi preso em sua casa.

#### Caminhada na Avenida Atlântica

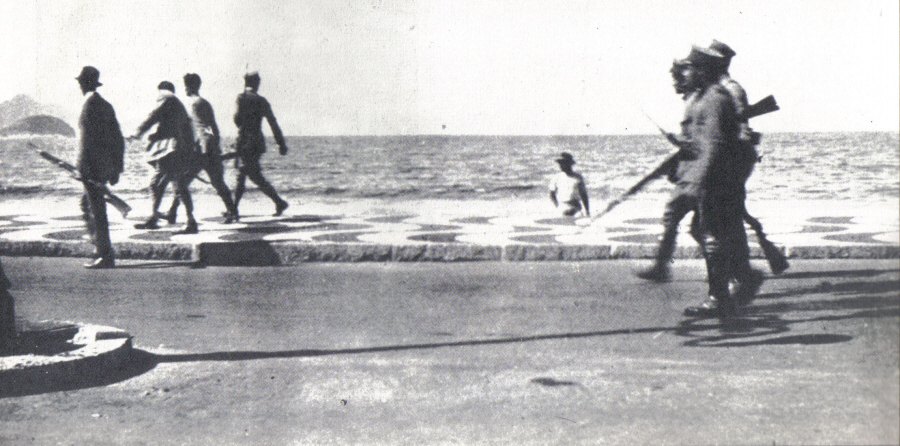
Os revoltosos caminham pela Avenida Atlântica

O comando do Forte foi deixado a Siqueira Campos, e o combinado era bombardear a cidade se o capitão não voltasse em duas horas. Às 12h30 o general Hastínfilo de Moura, chefe da Casa Militar, telefonou para ameaçar a execução de Euclides Hermes se o Forte atirasse de novo. Siqueira Campos conseguiu falar com Euclides pelo telefone, sendo informado que os ministros da Guerra e Marinha garantiam a vida dos revoltosos se deixassem o Forte e se entregassem sem condições. Siqueira pôs o aparelho no gancho e não respondeu. A bandeira branca permanecia hasteada no Forte.
Siqueira Campos propôs bombardear a cidade e depois explodir o Forte num suicídio coletivo ritual. Eduardo Gomes contestou: os bombardeios matariam mais civis, e o Forte pertencia ao Brasil. Os soldados concordaram. Decidiu-se, então, abandonar o Forte. Seus nomes foram inscritos com pregos na parede. A bandeira nacional foi retalhada em 28 ou 29 pedaços, um para cada integrante. Eles distribuíram um pouco de conhaque, encheram os bolsos de munição e saíram armados de fuzis Mauser 1908 e pistolas Parabellum. Não haveria rendição: a saída era para combater os governistas. Eram “voluntários da morte”.
Eles saíram no início da tarde. Até então, no Catete esperava-se a rendição. Ao ser informado pelos ministros, Epitácio Pessoa ordenou um ataque da Armada e das forças terrestres e despachou a própria guarda policial do Catete para reforçar Copacabana. Nem todos os 28 deixaram o Forte, e outros debandaram ao longo do caminho. Populares acompanharam como espectadores. Seguiam pela Avenida Atlântica rumo ao Túnel Novo, e dali, ao palácio presidencial. Um civil, o engenheiro gaúcho Octavio Correia, juntou-se aos combatentes, recebendo a carabina de Newton Prado. Enquanto isso, quatro praças fugiram. Correia já conhecia o comandante do Forte e os tenentistas antes da Revolta. À época a Avenida Atlântica já estava duplicada e vários prédios estavam em construção. A elitização da orla estava começando, e a praia era frequentada por várias classes sociais. Os revolucionários pararam no Hotel Londres para beber água, onde o fotógrafo Zenóbio Couto tirou as célebres fotografias. Siqueira Campos ficou de fora. Ocorreram mais duas deserções. De longe, integrantes do 3.º RI gritavam para que eles se rendessem.
O comandante legalista próximo, o capitão Pedro Chrysol Fernandes Brasil, comandava a 6.ª Companhia do 3.º RI e tinha na praça Serzedelo Correia três pelotões sob os tenentes João Francisco Sauwen, João de Segadas Viana e Pedro Miquelena. Ao saber da sortida dos revoltosos, deixou o tenente Segadas Viana na rua Barroso (atual Siqueira Campos), Miquelena na rua Hilário de Gouveia e Sauwen na praça. Ele agia sob ordens do coronel Nepomuceno, mas vivia um drama, pois seu filho estava entre os rebeldes presos na Escola Militar.

#### Combate final

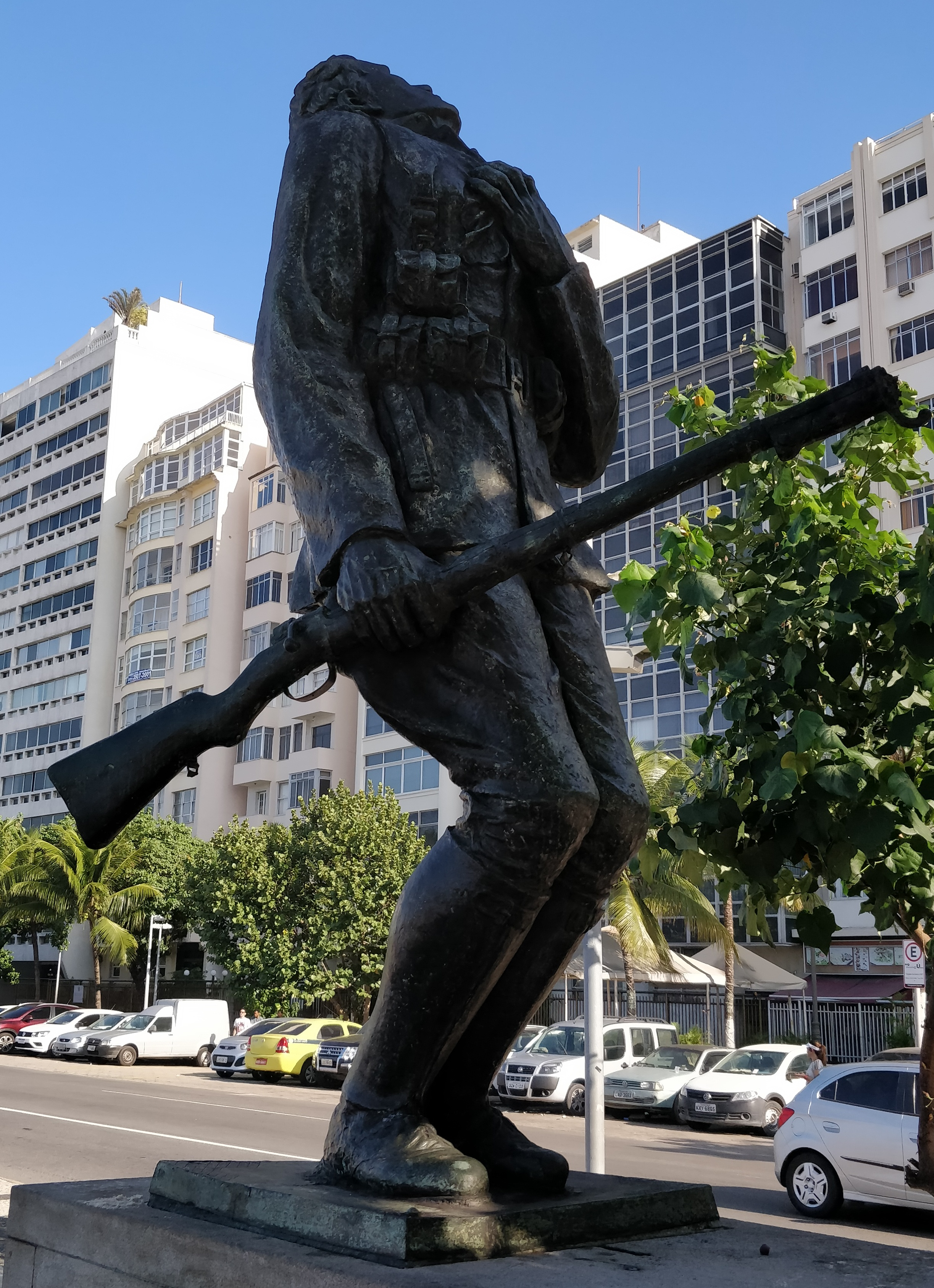
Estátua de Siqueira Campos, representando o momento em que foi alvejado

Quando o tenente Segadas Viana se aproximou da praia com seu pelotão para avistar os revoltosos, deparou com eles na esquina com a Avenida Atlântica. Seguiu-se uma conversa tensa, com pistolas na mão, entre ele, Mário Carpenter (seu colega no 3.º RI) e Siqueira Campos. Viana queria que eles se rendessem, e eles, que ele aderisse. O capitão Brasil também aproximou-se. Carpenter, seu subordinado, declarou: “Capitão, nós não viemos nos entregar, nós queremos morrer combatendo, contra vocês. É inútil, portanto, nos aconselhar”. Um dos revoltosos gritou: “Nós vamos ao Catete, capitão”. Ele insistia que era loucura, pois teriam que enfrentar o regimento inteiro, e pedia que se entregassem, garantindo sua vida, mas eles ameaçavam-no pessoalmente. Assim, ele deu ordem de fogo e o combate começou.
O primeiro a morrer foi um soldado revoltoso baleado entre as ruas Barroso e Hilário de Gouveia. Os revoltosos dividiram-se em dois grupos e atiraram contra os pelotões dos tenentes Viana e Miquelena; o pelotão de Miquelena, sofrendo baixas, recuou à praça Serzedelo Correia, ligando-se ao de Sauwen. O pelotão à retaguarda seguiu à frente em reforço. A avenida estava em obras, e os revoltosos encontraram abrigo no desnível existente entre a areia e a calçada. Os governistas, por sua vez, subiam também nas árvores e telhados para atirar. Com seus fuzis e metralhadoras, “Parecia chover no mar dados os salpicos constantes”. Já os revoltosos poupavam munição. A 9.ª Companhia do 3.º RI, do capitão Floriano Gomes da Cruz, seguiu para a retaguarda dos revoltosos. O capitão Brasil pediu reforços e munição.

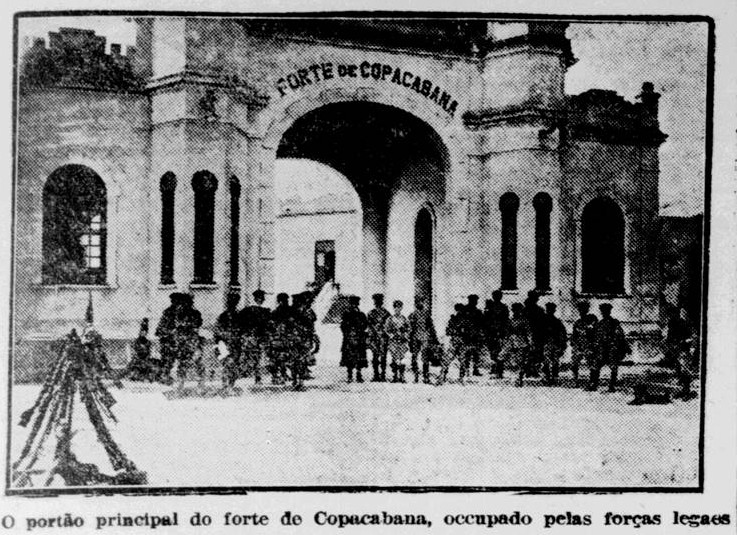
Ocupação do Forte pelos legalistas após o combate final

Um a um os revoltosos eram baleados. O capitão Brasil tinha ordem de finalizá-los com uma carga de baionetas, mas ignorou-a, esperando que seus inimigos cessassem o fogo e pudessem sobreviver. O trabalho coube ao coronel Potiguara, com cerca de 100 homens da Polícia Militar e do 3.º RI, oriundos da guarda presidencial. “Foi dado o toque de carga, tendo sido quebrados os últimos elementos da guarnição de Copacabana”. Ao final, os homens de Potiguara clamaram: “Levantem os vivos! Os vivos levantem!”. Os mortos e feridos foram recolhidos na praia. A companhia do 3.º RI seguiu ao Forte de Copacabana, onde prendeu, sem resistência, oito soldados e cerca de 15 civis.

#### Baixas em Copacabana

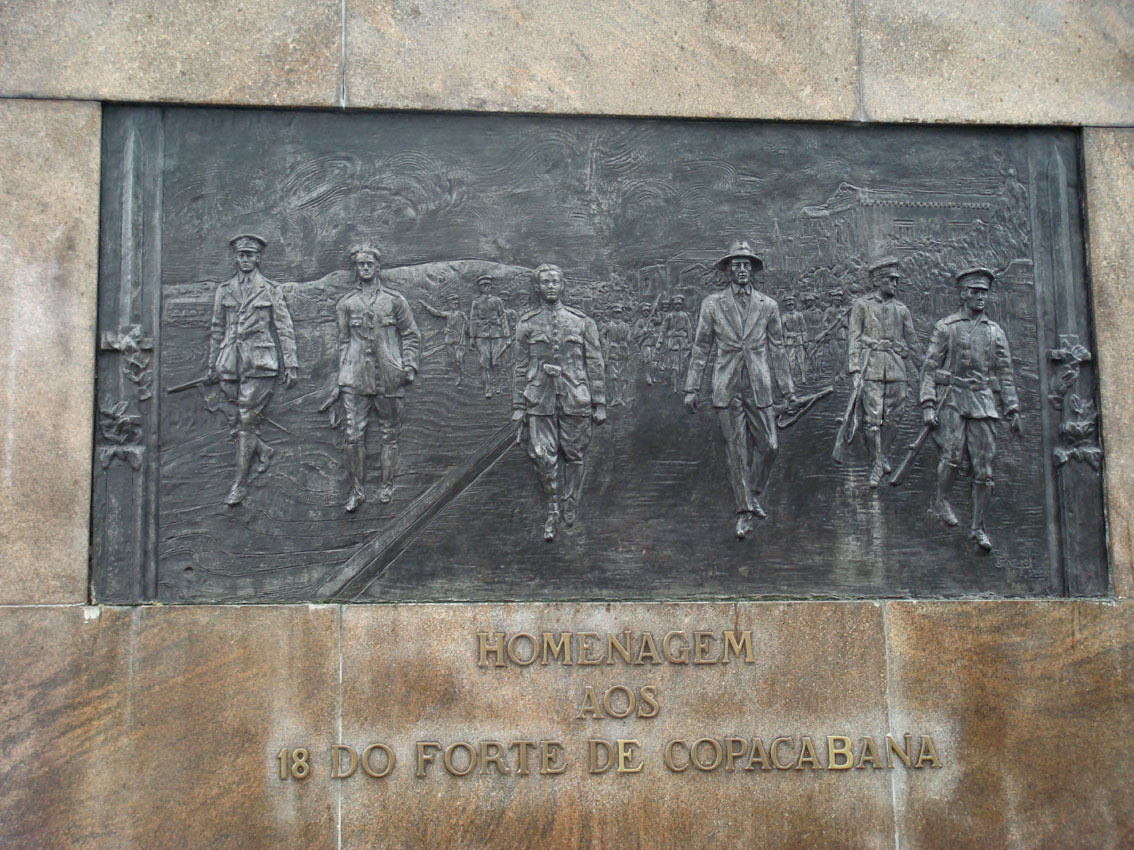
Placa em homenagem aos “18” no Rio de Janeiro

O número de socorridos talvez tenha excedido os 80, entre eles uma equipe da Brasília Filmes que tentou filmar a revolta; no tiroteio, o motorista foi morto e o operador e o guarda-livros foram feridos. Epitácio Pessoa visitou os revolucionários no hospital. Entre os governistas, o coronel Potiguara relata a morte de seis, com mais vários feridos, antes da carga de baioneta. Nessa carga um sargento foi morto por Siqueira Campos, alvejado enquanto cravava sua baioneta no seu fígado. O historiador Glauco Carneiro quantifica 33 governistas mortos ou feridos. A Gazeta de Notícias deu como mortos 14 revoltosos, além de 5 feridos. Entre os legalistas, ainda com incerteza, seriam 10 mortos e 4 feridos. O Correio da Manhã noticiou 30 feridos, entre ambas as forças, 13 praças, um "inferior" (provavelmente sargento) e Mário Carpenter; a essa altura Newton Prado ainda não havia falecido. Outra fonte dá 6 mortos e 20 feridos entre as forças legais em Copacabana.
O número de revoltosos em combate foi dado como 18 (3 oficiais e 15 praças) na manhã seguinte pela Gazeta de Notícias. O jornal foi o primeiro a usar esse número, que virou mítico, sendo logo exaltado em verso e em prosa. Nas palavras do jornalista Hélio Silva, “não se alcança, no cômputo frio e rigoroso, aquele número que a história guardou, como símbolo”. Ocorreram várias deserções no caminho, e nem todas foram registradas. Os depoimentos se contradizem.
Eduardo Gomes se recorda de Siqueira Campos ter identificado 10 combatentes, e pessoalmente cita quatro oficiais e uns 20 praças. Newton Prado relatou dois oficiais e 14 soldados, omitindo Carpenter e Eduardo Gomes, o que levaria a uma soma de 18. O capitão Pedro Brasil dá uma estimativa muito maior, de aproximadamente 60 revoltosos. A fotografia, que exclui Siqueira Campos, retrata em primeiro plano os outros três oficiais, Otávio Correia e dois soldados, com cinco ou seis vultos indistintos atrás.
A partir dos 28 que permaneceram no Forte e acrescido de Octavio Correia, Hélio Silva enumerou dez, nove militares e um civil, no tiroteio, incluindo dois soldados desconhecidos, um negro e outro branco. Um soldado e um civil acompanharam a marcha mas debandaram, sendo presos longe do local de combate. Os dois desconhecidos morreram. Siqueira Campos, Eduardo Gomes, Otávio Correia, Mário Carpenter, Nilton Prado e José Pinto de Oliveira foram levados feridos ao hospital, onde somente os dois primeiros sobreviveram. Dois soldados (Hildebrando da Silva Nunes e Manoel Antônio dos Reis) “tiveram alta do hospital, foram processados e presos, mas não duraram muito tempo”.
Essa enumeração inclui o soldado negro Pedro Ferreira de Melo, presente na fotografia, como ausente das listas de mortos, feridos e presos, mas ele foi o primeiro dos mortos. Outro soldado incluído nessa categoria por Hélio Silva, Manoel Antônio dos Santos, deu depoimento à revista O Cruzeiro 42 anos depois, declarando ter lutado na praia ao lado de outros dez homens. Em seguida ele teria escapado da praia e sido preso no dia seguinte.
| Função                   | Nome                           | Destino                                                   |
| ------------------------ | ------------------------------ | --------------------------------------------------------- |
| 1.º tenentes             | Antônio de Siqueira Campos     | Ferido e preso                                            |
| 1.º tenentes             | Eduardo Gomes                  | Ferido e preso                                            |
| 2.º tenentes             | Nilton Prado                   | Morto                                                     |
| 2.º tenentes             | Mário Tamarindo Carpenter      | Morto                                                     |
| 1.º mecânico eletricista | José Pinto de Oliveira         | Morto                                                     |
| Auxiliar de mecânico     | Artur Pereira da Silva         | Não consta nas relações de mortos, feridos e presos       |
| Cabo                     | Raimundo de Lima Cruz          | Permaneceu no Forte                                       |
| Soldados                 | José Joaquim da Costa          | Permaneceu no Forte                                       |
| Soldados                 | Benedito José do Nascimento    | Preso                                                     |
| Soldados                 | Heitor Ventura da Silva        | Preso                                                     |
| Soldados                 | Francisco Ribeiro de Freitas   | Preso distante do local                                   |
| Soldados                 | Hildebrando da Silva Nunes     | Ferido e preso, teve alta mas morreu após não muito tempo |
| Soldados                 | Manoel Antônio dos Reis        | Ferido e preso, teve alta mas morreu após não muito tempo |
| Soldados                 | Antônio Camilo de Freitas      | Não constam nas relações de mortos, feridos e presos      |
| Soldados                 | José Rodrigues da Silva        | Não constam nas relações de mortos, feridos e presos      |
| Soldados                 | José Olímpio de Oliveira       | Não constam nas relações de mortos, feridos e presos      |
| Soldados                 | Manoel Ananias dos Santos      | Não constam nas relações de mortos, feridos e presos      |
| Soldados                 | Pedro Ferreira de Melo         | Não constam nas relações de mortos, feridos e presos      |
| Soldados                 | Marcelo Miranda                | Não constam nas relações de mortos, feridos e presos      |
| Soldados                 | José Rodrigues Marmeleiro      | Não constam nas relações de mortos, feridos e presos      |
| Soldados                 | Rosendo Cardoso                | Não constam nas relações de mortos, feridos e presos      |
| Soldados                 | Alberto Alves da Cunha Machado | Não constam nas relações de mortos, feridos e presos      |
| Soldados                 | Sandoval Alexandre Vicente     | Não constam nas relações de mortos, feridos e presos      |
| Civis                    | Lourival Moreira da Silva      | Preso distante do local                                   |
| Civis                    | João Antônio Falcão de Melo    | Não constam nas relações de mortos, feridos e presos      |
| Civis                    | Antônio Luciano da Silva       | Não constam nas relações de mortos, feridos e presos      |
| Civis                    | Manoel Felipe da Costa         | Não constam nas relações de mortos, feridos e presos      |
| Civis                    | Joaquim M. Pereira Júnior      | Não constam nas relações de mortos, feridos e presos      |

### Niterói
Do outro lado da baía de Guanabara, na noite dos dias 4 a 5 o movimento foi liderado pelo comandante da Marinha, Álvaro de Vasconcelos. Com o apoio do chefe de polícia estadual César Sampaio Leite e um grupo de civis revolucionários, entre eles o deputado José Eduardo de Macedo Soares, ocuparam repartições federais e estaduais incluindo a Companhia Telefônica, impedindo a comunicação com o Rio de Janeiro. O movimento foi debelado após o chefe da polícia fluminense impor sua autoridade sobre o chefe de polícia local.

### Mato Grosso

#### Sublevação no sul

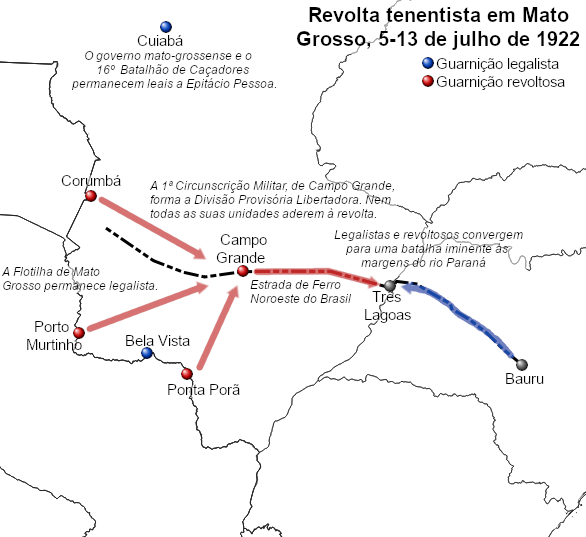
Mapa da revolta em Mato Grosso

Em Mato Grosso o general Joaquim Ignacio, comandante da 1.ª Circunscrição Militar, em Campo Grande participava das conspirações contra o governo, sendo por esse motivo destituído em 30 de março. Os militares naquele estado participaram de diversas outras revoltas e conflitos coronelistas nas primeiras décadas da República. O novo comandante, Clodoaldo da Fonseca, era parente de Hermes. Ao assumir, em 5 de julho, encontrou um ambiente já revolucionário. À noite, reunido com seus oficiais, noticiou a revolução e alegou que ela tinha o apoio da maioria do Exército. Eles decidiram pela sublevação e a divulgação de uma proclamação. A liderança de Clodoaldo era simbólica, pois a iniciativa de fato estava com os tenentes. Os oficiais mato-grossenses não sabiam do fracasso da revolta no Rio de Janeiro, pois as linhas telegráficas e ferroviárias estavam interrompidas. Clodoaldo já teria ciência, mas seguiu adiante com a revolta por receio de uma rebelião de seus comandados ou pelo compromisso assumido antes de sua partida a Mato Grosso.
Os revolucionários seguiram um planejamento, ocupando prédios públicos e convocando reservistas. Em Corumbá a intendência militar foi arrombada para prover armas e fardamento aos conscritos, mas o esforço para constituir mais um batalhão de caçadores não teve sucesso. As autoridades revolucionárias prometeram a paz e a manutenção nos cargos dos funcionários públicos estaduais, mas em vários locais destituíram autoridades civis e saquearam os órgãos de arrecadação de impostos e emissão de dinheiro. O respaldo civil era limitado, existindo entre partidários da Reação Republicana. Em Porto Murtinho ele era maior, mas a lei marcial foi aplicada. O movimento teve aspecto de quartelada, sem entusiasmo da população.
Ao norte, em Cuiabá, o governo estadual de Pedro Celestino Corrêa da Costa permaneceu leal a Epitácio Pessoa. No 16.º Batalhão de Caçadores, sediado na cidade, o comandante retardou as ordens do ministro da Guerra para entregar seu batalhão ao comando estadual, mas foi substituído e o batalhão ficou fora da autoridade de Clodoaldo da Fonseca. O 10.º Regimento de Cavalaria Independente (RCI), de Bela Vista, também não participou. Ele estava dividido e seu comandante era contrário ao movimento. O monitor Pernambuco, da Flotilha do Mato Grosso, seguiu a Ladário para auxiliar no combate à revolta. O ministro da Guerra elogiou a lealdade dos funcionários dos Correios e Telégrafos e da Estrada de Ferro Noroeste do Brasil. Eles esvaziaram as caixas d'água da ferrovia para retardar o percurso e repassaram as comunicações telegráficas aos legalistas, que conseguiram decifrar o plano revolucionário.

#### Confronto no rio Paraná
A 1.ª Circunscrição Militar constituiu a Divisão Provisória Libertadora, organizada em duas brigadas, recebendo unidades de Campo Grande, Porto Murtinho e Ponta Porã. A principal era o 17.º Batalhão de Caçadores, sob o comando interino do tenente Joaquim Távora. É difícil quantificar o efetivo, mas possivelmente ele esteve entre 800 e 1 000 homens. O plano era concentrar as forças em Três Lagoas, cruzar o rio Paraná, adentrar São Paulo por Araçatuba e enfrentar as forças paulistas e aliados em apoio aos tenentistas no Rio de Janeiro. O primeiro trem só saiu de Campo Grande em 8 de julho. Ao chegar a Três Lagoas, descobriram que os funcionários da ferrovia haviam retirado a balsa de condução de trens e outros navios, deixando-os na outra margem e sem peças essenciais. Ainda assim, os revolucionários apoderaram-se de uma chata para 25 a 30 homens, construíram outra e capturaram uma lancha. Eles posicionaram quatro canhões Krupp calibre 8, retirados do Forte de Coimbra, na foz do rio Sucuriú, apontando à margem paulista.

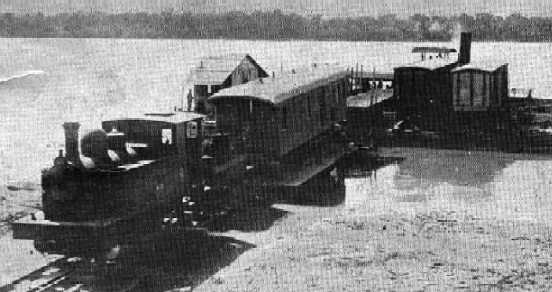
Balsa ferroviária no rio Paraná

Em 10 de julho o coronel Tertuliano de Albuquerque Potiguara foi incumbido de esmagar o levante. O presidente da República destituiu Clodoaldo da Fonseca no dia 12. Forças da 2.ª Região Militar (incluindo o 4.º Batalhão de Caçadores) e da Força Pública de São Paulo seguiram ao rio Paraná, na divisa mato-grossense. Uma esquadrilha de três aviões fazia o reconhecimento. O contingente da Força Pública incluía 255 soldados e 21 oficiais de seu 2.º Batalhão de Infantaria reforçando o coronel Potiguara, enquanto o 4.º Batalhão, com 617 homens, ficou em reserva em Bauru. As forças legais concentraram-se perto de Três Lagoas, no lado paulista. Veterano da Primeira Guerra, o coronel Potiguara preparou-se para cruzar o rio Paraná sob a cobertura de sua artilharia e metralhadoras.
O combate não chegou a ocorrer. Em 13 de julho o general Alberto Cardoso de Aguiar conferenciou com Clodoaldo da Fonseca na estação ferroviária de Três Lagoas, convencendo-o à rendição incondicional para evitar o derramamento de sangue. Alguns dos revolucionários mais extremados ainda queriam lutar, mas Clodoaldo entregou o comando e apresentou-se preso. O novo comandante, general Cardoso de Aguiar, fez as unidades retornarem às sedes. Os reservistas mato-grossenses, à exceção daqueles no 16.º BC, foram licenciados.

## Desdobramentos políticos

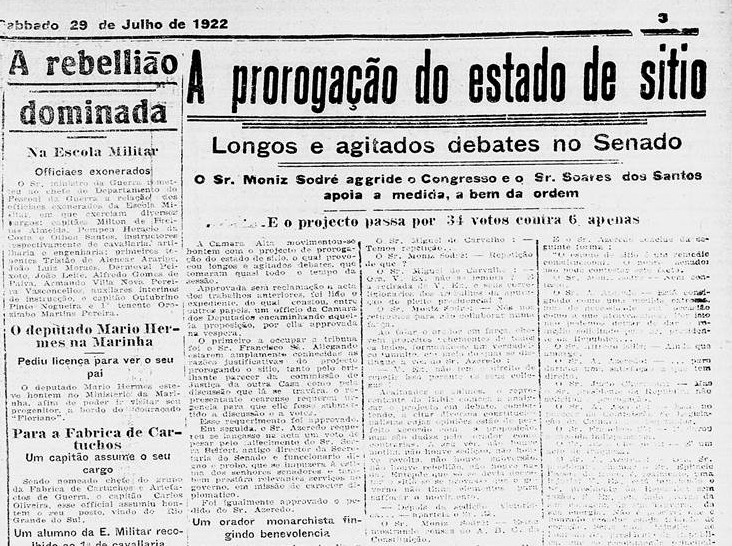
Os "longos e agitados debates no Senado" sobre a prorrogação do estado de sítio em 29 de julho

Em 5 de julho, com as explosões a centenas de metros de distância, o Congresso aceitou o pedido de estado de sítio solicitado por Epitácio Pessoa. A revolta tenentista afrontava toda a classe política. Além da prisão dos revoltosos, o estado de sítio foi usado também para perseguir os jornalistas de oposição, como Edmundo Bittencourt, proprietário do Correio da Manhã, que havia publicado as cartas falsas. Alguns deputados estaduais fluminenses foram detidos. Lideranças operárias anarquistas e comunistas foram também perseguidas. O estado de sítio foi prorrogado até o final do ano, já adentrando o mandato seguinte. Os jornais simpatizantes aos revolucionários foram censurados.
Artur Bernardes assumiu em novembro com sua autoridade abalada e contestada e tratou de consolidar sua posição. No discurso de posse ele deixou claro que não aceitaria a mudança do sistema de fora para dentro e prometeu não agir com rancor, mas logo em seguida destruiu seus adversários da Reação Republicana. Seu foco era pacificar Pernambuco e dominar os estados dissidentes (Bahia, Rio de Janeiro e Rio Grande do Sul). A contínua tensão política levou à ampliação da capacidade repressiva do governo. O mandato de Artur Bernardes teve caráter autoritário, com o estado de sítio vigorando em sua maior parte e grande demanda pela atividade da polícia política. No primeiro mês de sua posse, Bernardes reorganizou a polícia do Distrito Federal, criando a 4.ª Delegacia Auxiliar.
Quando ele assumiu, a Reação Republicana já estava diluída e as oligarquias dissidentes procuravam as pazes com a situação. No Rio de Janeiro, os resultados da eleição a governador, em julho de 1922, e à Assembleia Legislativa, em dezembro, haviam sido contestados entre os nilistas e a oposição, levando à formação de duas Assembleias. O conflito serviu de pretexto para a intervenção federal no estado em 1923. O oposicionista Feliciano Sodré foi eleito sem resistência num novo pleito. Na Bahia um candidato de conciliação, Góis Calmon, foi eleito em dezembro de 1923 e sua posse foi garantida pelo estado de sítio e presença militar federal. No Rio Grande do Sul eclodiu a Revolução de 1923 contra o governo de Borges de Medeiros. Artur Bernardes aumentou sua autoridade mediando o Pacto das Pedras Altas, no qual o governador não teria direito à reeleição.
Nilo Peçanha, mesmo contrário ao levante militar, renunciou à imunidade parlamentar para poder responder pelo ocorrido, ganhando assim a simpatia da opinião pública. Ele assumiu a defesa jurídica dos revoltosos, permanecendo, na visão dos tenentistas, como o líder civil de um hipotético governo provisório até sua morte em 1924. Borges de Medeiros também condenou a revolta.
A revolta em 1922 foi apenas a inauguração de uma fase de insurreições militares que duraria até 1930, O governo não pacificou os quartéis. Revoltas tenentistas prosseguiriam em 1924, 1925 e 1926, como a Revolta Paulista de 1924 e a Coluna Prestes, mas nenhuma delas conseguiu destituir o presidente. O tenentismo tornou-se um dos focos de contestação ao ambiente político da Primeira República. Em 1924 os tenentistas já se mostrariam mais politicamente conscientes, e uma identidade própria surgia. O tenentismo representava anseios da classe média contra as oligarquias cafeeiras e seus aliados, defendendo uma moralização da política imposta de cima para baixo, com um governo central forte, contrário ao regionalismo e corrupção.

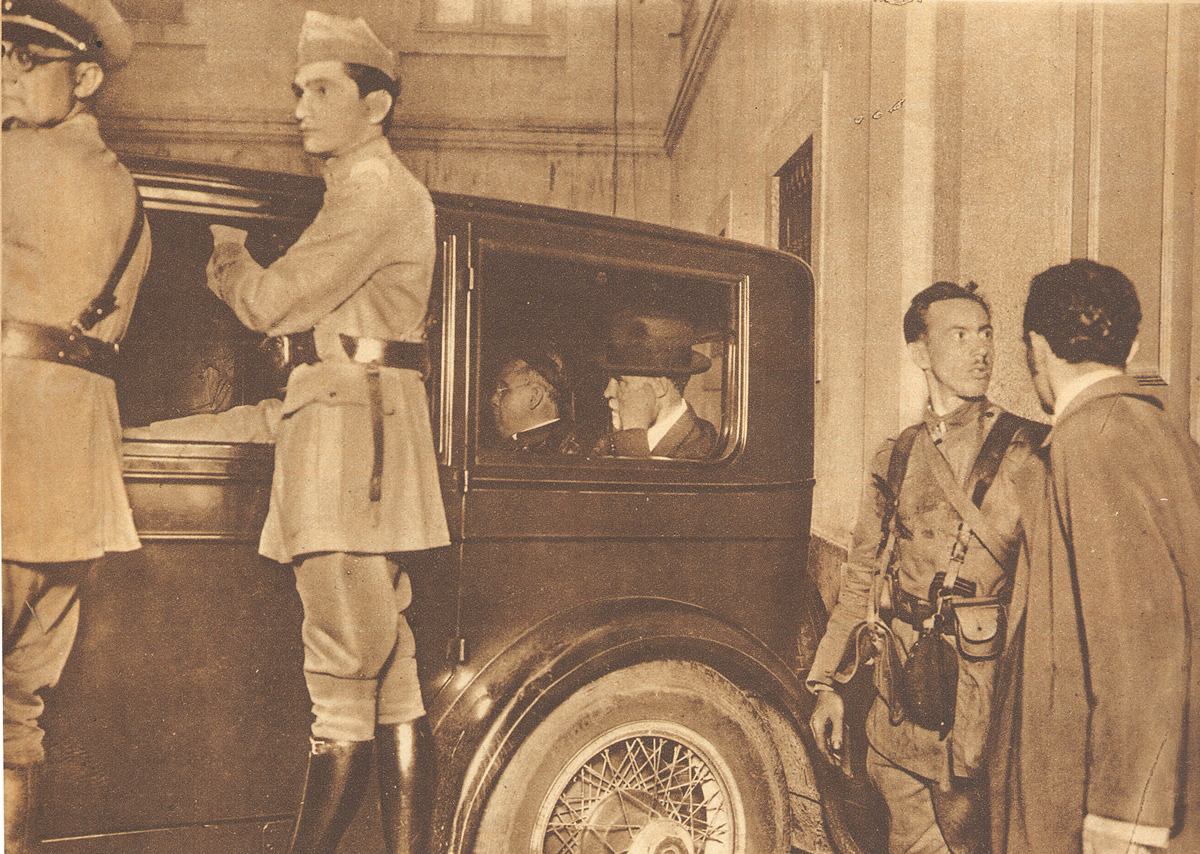
Washington Luís, último presidente da Primeira República, é deposto pelo Exército em 1930

Na eleição presidencial de 1930 houve nova cisão entre as elites regionais, com a oposição formando a Aliança Liberal. Antigos inimigos dos tenentes, incluindo os próprios Epitácio Pessoa e Artur Bernardes, juntaram-se a eles nessa aliança. Na campanha a oposição recorreu aos eventos de massa. Ambos os lados praticaram a fraude na eleição, resultando na vitória situacionista. A oposição não aceitou os resultados, levando à deposição do presidente Washington Luís na Revolução de 1930 e o fim da Primeira República.

## Julgamento dos envolvidos
Os oficiais envolvidos em Mato Grosso foram encaminhados a São Paulo de julho a setembro para responder a inquéritos, mas alguns conseguiram escapar à Bolívia e Paraguai. Os alunos da Escola Militar do Realengo permaneceram ali, devido ao grande número, e foi aberta uma sindicância. Eles assinaram listas sobre sua participação no levante. 588 confessaram sua participação consciente, 4 disseram-se compelidos por colegas e oficiais e 18 disseram-se forçados a participar pelos demais. 584 alunos foram desligados da Escola. Em 1923, ela parecia quase vazia. Os oficiais instrutores foram também punidos. A Missão Indígena chegou ao fim, com o ministro da Guerra lamentando o retrocesso da disciplina implantada por ela. Até o comandante da Escola foi exonerado, pois, apesar de ter sido contra a revolta, foi acusado pelo procurador criminal de não ter respondido com energia. A Missão Francesa passou a orientar a formação dos alunos. Os 588 alunos rebelados não foram reincorporados.
Ao final do mandato de Epitácio Pessoa, ao menos 118 oficiais e praças permaneciam presos. O processo foi rigoroso e arbitrário. Alguns foram soltos por falta de provas ou comprovação da inocência, e outros receberam habeas corpus para responder em liberdade. Os líderes da revolta foram transferidos entre inúmeras prisões nos anos seguintes. Havia a expectativa de anistia; ela era comum no Exército, tendo sido aplicada aos rebeldes na guerra civil da década de 1890 e da Escola Militar da Praia Vermelha em 1897 e 1904. Isso havia facilitado a disposição dos rebeldes de 1922. Epitácio Pessoa e Setembrino de Carvalho (nomeado por Artur Bernardes ao Ministério da Guerra) aconselhavam a anistia ao novo presidente.
Em vez disso, em dezembro de 1923 a primeira sentença foi a condenação sob o artigo 107 do Código penal, da tentativa violenta de derrubar a Constituição e a forma de governo. Como a pena de prisão excedia os dois anos, não poderiam ser reintegrados ao Exército. A esperança dos revolucionários havia sido o artigo 111 (coação ao livre exercício de uma autoridade constituída), com pena menor. Enquanto eram julgados pela justiça civil, a Justiça Militar prendia-os por deserção. A mudança da tradição tinha lógica, pois as anistias acabaram subvertendo a disciplina, mas aplicada naquele momento, apenas aumentou as tensões, estimulando as revoltas de 1924. Entre os expulsos do Exército e condenados surgiu um grupo solidário entre si e engajado na conspiração.
Logo após a Revolução de 1930, o presidente Getúlio Vargas anistiou a todos os revolucionários tenentistas. Eles foram reintegrados ao Exército e muitos ocuparam posições de destaque na política das décadas seguintes.

## Legado

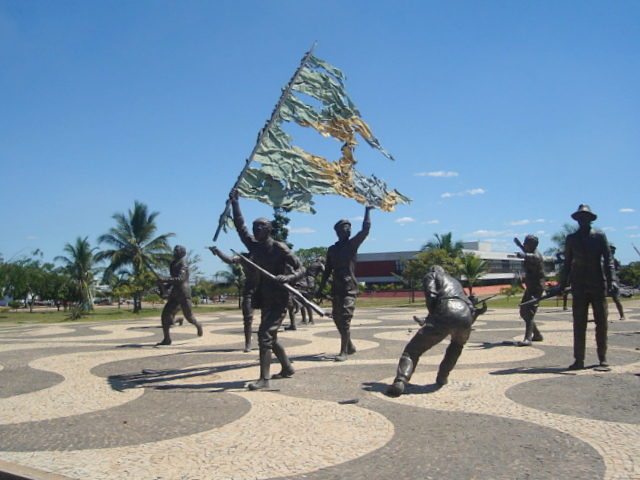
Monumento aos 18 do Forte na Praça dos Girassóis em Palmas

O desfecho suicida da revolta em Copacabana, e não “o levante inspirado por um indeciso Hermes da Fonseca”, tornou-se mítico, gerando mártires e uma imagem de heroísmo que alimentou o idealismo dos movimentos seguintes. O mito gerado foi mais importante do que o peso real da revolta. Sociologicamente ela pode ser interpretada em termos de honra, romantismo e virilidade. Os tenentes eram jovens, idealistas, frustrados por não terem lutado na Primeira Guerra e atraídos à ideia de sacrifício pela pátria.
A data de 5 de julho adquiriu valor simbólico. Os conspiradores da Revolta Paulista de 1924 haviam escolhido várias datas de início anteriores, desde 28 de março, mas repetidamente mudaram por imprevistos. Sob crescente pressão das autoridades, no final de junho eles escolheram o aniversário da revolta de 1922 como data de início. Na deposição de Washington Luís em 1930, ele foi preso no Forte de Copacabana. Os generais responsáveis não esclareceram nas suas memórias se o simbolismo e ironia foram deliberados.
No golpe de Estado de 1964 o QG de Artilharia de Costa, vizinho ao Forte, foi tomado por um grupo de 21 oficiais. A imprensa erroneamente noticiou a “tomada do Forte”, que havia aderido por conta própria antes do evento e não participou do ataque. A revista O Cruzeiro chamou os atacantes de “40 do Forte”.
Em 1927, com a Coluna Prestes ainda em operação, o deputado Maurício de Lacerda propôs um monumento em bronze aos “18 do Forte”, mas a Câmara não aceitou. À época, as autoridades do Exército consideravam Siqueira Campos como um criminoso. Ele morreu em 1930. O outro tenente sobrevivente da praia de Copacabana, Eduardo Gomes, teve uma carreira longa e destacada, tornando-se presidenciável em 1945; à época, sua participação em 1922 era vista como ponto de prestígio. Os “18” receberam diversas homenagens. Em 1931 a Rua Barroso teve seu nome alterado para homenagear Siqueira Campos. Em 1968, Newton Prado foi sepultado em jazigo monumental em sua cidade natal, Leme, após honrarias. A revolta foi encenada em 1976, e o Exército atualmente celebra a memória tanto dos revolucionários quando de legalistas como Setembrino de Carvalho e Tertuliano Potiguara. O Forte de Copacabana já não é mais usado na defesa, mas está integrado ao Museu Histórico do Exército, o que favorece a conservação da memória do evento. Em Palmas, Tocantins, um monumento com esculturas dos “Dezoito” foi inaugurado em 2001.

### Citações
1. 1 2 3 4 5 6  Exército Brasileiro, s/d.
2. ↑  Cunha 2011, p. 93-96.
3. 1 2  Ferreira & Delgado 2018, cap. 11.
4. ↑  Ferreira 1993, p. 10-14.
5. ↑  Cunha 2011, p. 97.
6. ↑  Macedo 2020, p. 431.
7. ↑  Macedo 2020, p. 434.
8. ↑  Ferreira 1993, p. 15-19.
9. ↑  Macedo 2020, p. 432.
10. ↑  Silva 1971, p. 41.
11. 1 2 3 4 5  Doria 2016, cap. 11.
12. ↑  McCann 2009, p. 334.
13. 1 2  Marcusso & Ferreira Jr 2013, p. 48.
14. ↑  McCann 2009, p. 279-288.
15. ↑  Aragão 2011, p. 60.
16. 1 2  Ferreira 1993, p. 19.
17. ↑  Torres 2010, p. 87-91.
18. ↑  Carvalho 2006, p. 22.
19. ↑  Carvalho 2006, p. 48.
20. 1 2 3 4  Sodré 1968, p. 212.
21. 1 2 3 4  Santos 2016, p. 57.
22. ↑  McCann 2009, p. 336.
23. 1 2 3  McCann 2009, p. 340.
24. ↑  Doria 2016, cap. 8.
25. ↑  Ferreira 1993, p. 19-20.
26. 1 2  Ferreira 1993, p. 20.
27. ↑  Santos 2016, p. 59.
28. ↑  Santos 2016, p. 58-59.
29. 1 2 3  Macedo 2020, p. 433-434.
30. 1 2  Morais 2013, p. 169-170.
31. ↑  McCann 2009, p. 339-342.
32. 1 2 3  Carvalho 2006, p. 50.
33. 1 2 3  Souza 2018, p. 228.
34. ↑  Viviani 2009, p. 116-122.
35. ↑  Macedo 2020, p. 434-435.
36. 1 2  Nunes 2019, p. 10.
37. 1 2  McCann 2009, p. 337-340.
38. ↑  Carvalho 2006, p. 48-50.
39. ↑  Svartman 2012, p. 294-295.
40. ↑  Viviani 2009, p. 116.
41. ↑  McCann 2009, p. 278.
42. ↑  Macedo 2020, p. 433.
43. ↑  CPDOC FGV 2015, MACHADO, Raul da Cunha.
44. ↑  Rodrigues 2006, p. 86.
45. ↑  Doria 2016, cap. 9.
46. ↑  Doria 2016, cap. 10.
47. ↑  Silva 1971, p. 206-207.
48. ↑  Coimbra 1981, p. 96.
49. ↑  Souza 2018, p. 266-267, 272-273 e 275.
50. ↑  Souza 2018, p. 250.
51. ↑  Silva 1971, p. 95-96.
52. ↑  Santos 2016, p. 58.
53. ↑  Cunha 2011, p. 113-114.
54. ↑  Silva 1971, p. 39-41 e 95.
55. ↑  Silva 1971, p. 96.
56. 1 2  Cunha 2011, p. 114-115.
57. ↑  Silva 19712, p. 96-102.
58. ↑  Torres 2000, cap. 6.
59. 1 2  McCann 2009, p. 341-342.
60. 1 2 3  Silva 1971, p. 202.
61. ↑  Silva 1971, p. 186-187 e 202.
62. ↑  Torres 2000, cap. 5.
63. 1 2 3 4  Silva 1971, p. 116-117.
64. 1 2 3 4 5 6 7  Poggio 2008.
65. ↑  Silva 1971, p. 182.
66. ↑  Marcusso & Ferreira Jr 2013, p. 38-40.
67. ↑  McCann 2009, p. 342.
68. ↑  Nunes 2019, p. 10-11.
69. ↑  Stringhetti 2019, p. 240-241.
70. 1 2  Silva 1971, p. 186-187.
71. ↑  Silva 1971, p. 149.
72. ↑  Silva 1971, p. 104.
73. ↑  McCann 2009, p. 341.
74. 1 2  Torres 2000, cap. 11.
75. ↑  Silva 1971, p. 190-191.
76. 1 2 3 4 5 6  Doria 2016, cap. 12.
77. 1 2  Silva 1971, p. 103-109.
78. 1 2  Torres 2000, cap. 9.
79. ↑  Stringhetti 2018, p. 45.
80. ↑  Silva 1971, p. 109-111.
81. 1 2 3  Torres 2000, cap. 10.
82. 1 2  Silva 1971, p. 182-186.
83. ↑  Silva 1971, p. 124 e 187-189.
84. ↑  Silva 1971, p. 202-204.
85. ↑  Silva 1971, p. 111.
86. ↑  Silva 1971, p. 185.
87. ↑  Silva 1971, p. 186.
88. 1 2  Silva 1971, p. 196-198.
89. ↑  CPDOC FGV 2015, CARVALHO, Setembrino de.
90. 1 2 3  O Paiz, 6 de julho de 1922.
91. 1 2  Bielinski 2008, p. 87.
92. ↑  Savian 2023, p. 100.
93. ↑  Silva 1971, p. 193-194.
94. ↑  Silva 1971, p. 193-194 e 198.
95. ↑  Silva 1971, p. 194-195.
96. ↑  Roesler 2015, p. 140.
97. ↑  Silva 1971, p. 111-113.
98. ↑  Silva 1971, p. 462-464.
99. ↑  Silva 1971, p. 464-465.
100. 1 2 3 4 5 6 7 8 9 10 11 12  Doria 2016, cap. 13.
101. ↑  Torres 2000, cap. 12.
102. ↑  Silva 1971, p. 464-466.
103. ↑  Silva 1971, p. 114-115 e 465.
104. ↑  Silva 1971, p. 117-118.
105. ↑  Silva 1971, p. 456-457.
106. ↑  McCann 2009, p. 288.
107. ↑  Silva 1971, p. 463-466.
108. ↑  Silva 1971, p. 123-125 e 134.
109. ↑  Torres 2000, cap. 13.
110. 1 2  Marinha do Brasil, s/d.
111. ↑  Silva 1971, p. 464.
112. ↑  Silva 1971, p. 121.
113. 1 2  Silva 1971, p. 122-123.
114. ↑  CPDOC FGV 2015, REVOLTA DE 5 DE JULHO DE 1922.
115. ↑  Silva 1971, p. 135.
116. 1 2 3 4 5 6 7 8  Doria 2016, cap. 14.
117. ↑  Silva 1971, p. 128.
118. ↑  Silva 1971, p. 151.
119. 1 2  Silva 1971, p. 163.
120. ↑  Stringhetti 2019.
121. ↑  Corrêa 2014, p. 20-24.
122. 1 2  Torres 2000, cap. 17.
123. ↑  Silva 1971, p. 139-140.
124. ↑  Silva 1971, p. 147-148.
125. ↑  Silva 1971, p. 140.
126. ↑  Silva 1971, p. 142.
127. ↑  Silva 1971, p. 141-143.
128. ↑  Torres 2000, cap. 20.
129. ↑  Silva 1971, p. 132.
130. ↑  Silva 1971, p. 156.
131. 1 2 3  Doria 2016, cap. 15.
132. ↑  Silva 1971, p. 141.
133. ↑  Gazeta de Notícias, 7 de julho de 1922.
134. ↑  Correio da Manhã, 7 de julho de 1922.
135. ↑  Santos 2018, p. 22.
136. ↑  Silva 1971, p. 172.
137. ↑  Torres 2000, cap. 21.
138. ↑  Silva 1971, p. 161-162.
139. ↑  Silva 1971, p. 164.
140. ↑  Silva 1971, p. 166-173.
141. 1 2  Silva 1971, p. 173-182.
142. ↑  Carneiro 1965, p. 237-243.
143. ↑  Silva 1971, p. 205-206.
144. 1 2  Ferreira & Delgado 2018, cap. 9.
145. ↑  Souza 2018, p. 237-238.
146. ↑  Souza 2018, p. 244 e 246-247.
147. ↑  Souza 2018, p. 239, 250-265 e 401-403.
148. ↑  Ferreira 2014, p. 245.
149. ↑  Souza 2018, p. 249-250.
150. ↑  Souza 2018, p. 265-266.
151. ↑  Souza 2018, p. 241.
152. ↑  Souza 2018, p. 239-240.
153. ↑  Souza 2018, p. 238.
154. ↑  Souza 2018, p. 258.
155. ↑  Ferreira 2014, p. 244-245.
156. ↑  Souza 2018, p. 237-240.
157. 1 2  Souza 2018, p. 240-244.
158. ↑  Souza 2018, p. 244-246.
159. ↑  Silva 1971, p. 206.
160. ↑  Gasparetto Júnior 2018, p. 247-256.
161. ↑  Silva 1971, p. 129.
162. ↑  Gasparetto Júnior 2018, p. 256-257.
163. ↑  Cunha 2011, p. 197-198.
164. ↑  Cunha 2011, p. 90.
165. ↑  Ferreira 1993, p. 21.
166. ↑  Cunha 2011, p. 121-124.
167. ↑  Santos 2016, p. 59-60.
168. ↑  Aragão 2011, p. 28.
169. ↑  Santos 2016, p. 60-61.
170. 1 2  Fagundes 2010, p. 133.
171. ↑  Viviani 2009, p. 116-122 e 181.
172. ↑  Schwarcz & Starling 2015, cap. 13.
173. 1 2  Schwarcz & Starling 2015, cap. 14.
174. ↑  CPDOC FGV 2015, BERNARDES, Artur. p. 24.
175. ↑  Souza 2018, p. 275-276.
176. ↑  Roesler 2015, p. 75-78, 137 e 141-147.
177. ↑  Gasparetto Júnior 2018, p. 255.
178. ↑  Gasparetto Júnior 2018, p. 256.
179. ↑  Aragão 2011, p. 169.
180. ↑  Aragão 2011, p. 128.
181. ↑  McCann 2009, p. 342-343.
182. ↑  Aragão 2011, p. 128-129.
183. ↑  McCann 2009, p. 120-121 e 342.
184. ↑  Souza 2018, p. 235.
185. ↑  McCann 2009, p. 343-344.
186. ↑  Aragão 2011, p. 169-170.
187. ↑  Marques & Cabral 2022, p. 290.
188. 1 2  Cancelier & Salomão 2022, p. 57-58.
189. 1 2  Doria 2016.
190. ↑  Santos 2018, p. 22-24.
191. ↑  Marcusso & Ferreira Jr 2013, p. 46-47.
192. ↑  McCann 2009, p. 347.
193. ↑  McCann 2009, p. 381.
194. ↑  D'Aguiar 1976, p. 156-161.
195. ↑  O Cruzeiro, 10 de abril de 1964.
196. 1 2  Aragão 2012.
197. ↑  Stringhetti 2018, p. 12.
198. ↑  Stringhetti 2018, p. 190.
199. ↑  CPDOC FGV 2015, CAMPOS, Siqueira.
200. ↑  Leme Notícias, 8 de julho de 2014.
201. ↑  Monumento aos Dezoito do Forte. Turismo Tocantins.